# Diocesi di Roma
(Dalla messa di inizio del pontificato)

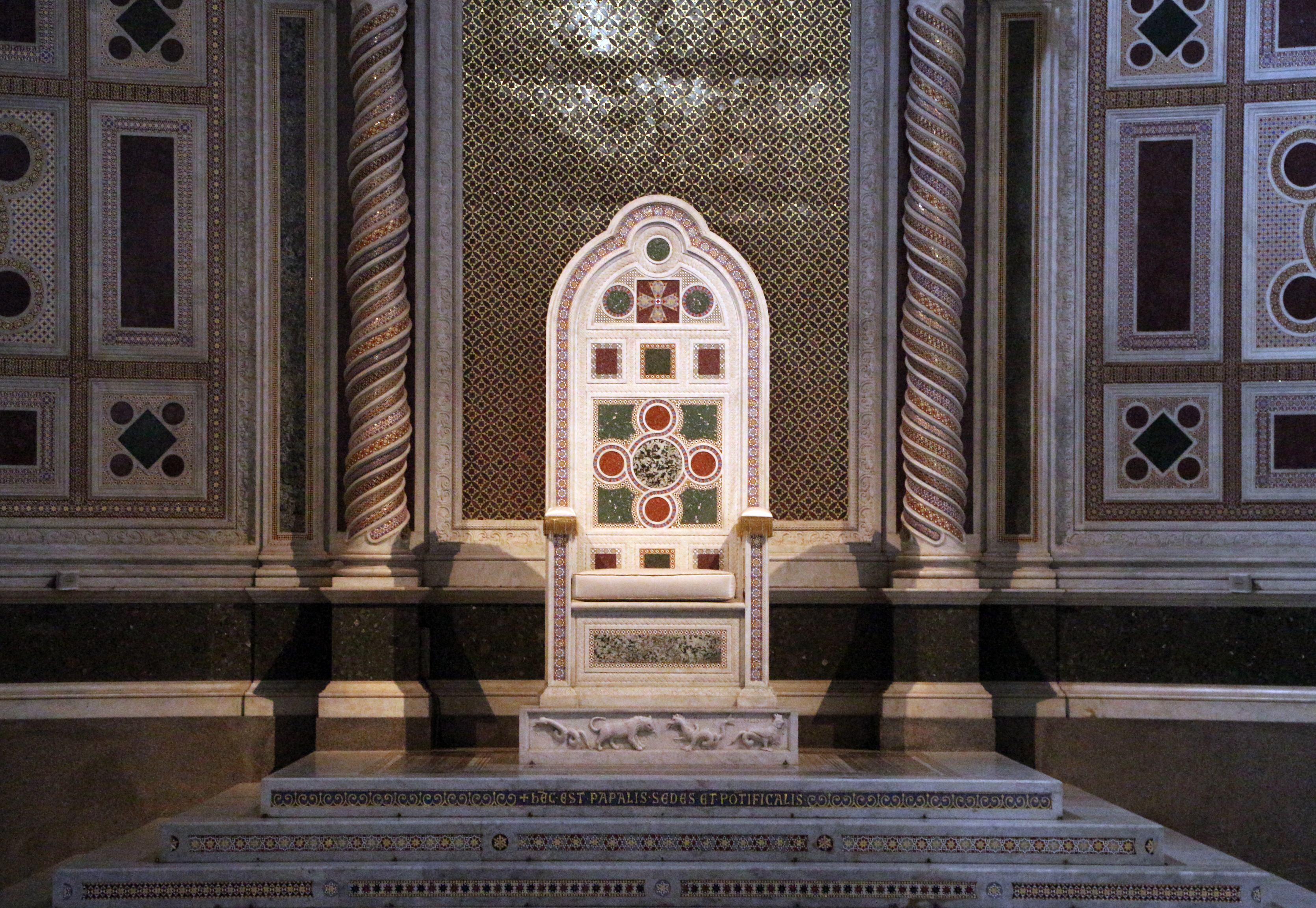
La cattedra papale nell'Arcibasilica lateranense rappresenta simbolicamente la Santa Sede

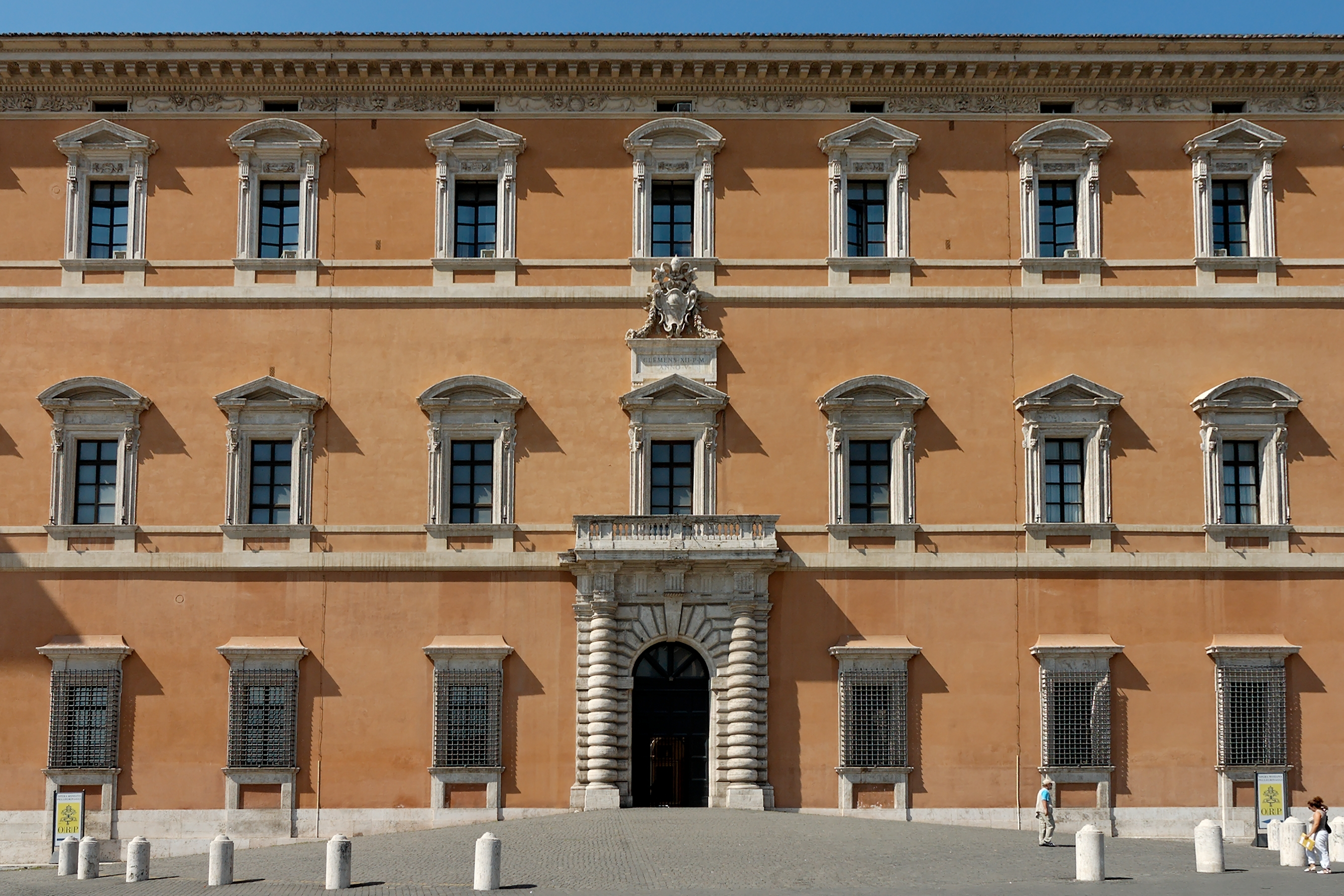
Il Palazzo del Laterano, sede del Vicariato di Roma

La diocesi di Roma (in latino Dioecesis Urbis seu Romana) è una sede metropolitana della Chiesa cattolica appartenente alla regione ecclesiastica Lazio. Nel 2023 contava 2.592.300 battezzati su 3.163.100 abitanti. È retta da papa Leone XIV.

## Titoli
Dal punto di vista amministrativo e titolare, essa è al contempo:
- patriarcato della Chiesa latina, uno dei cinque che formavano l'antica Pentarchia, a ricordare che anticamente fu sede apostolica, degli apostoli Pietro e Paolo;
- sede primaziale d'Italia;
- arcidiocesi metropolitana della provincia ecclesiastica romana;
- diocesi, in virtù del fatto che il romano pontefice è Vicario di Cristo, Pastore della Chiesa Universale e Capo del Collegio dei Vescovi proprio in quanto vescovo di Roma.[3]

La cattedrale è l'Arcibasilica lateranense, a Roma, che reca il titolo di Madre e capo di tutte le chiese della città e del mondo.

## Territorio e organizzazione
La diocesi, intesa come porzione di territorio sottoposta all'autorità episcopale del papa, si estende sia su suolo appartenente alla Repubblica Italiana, sia sull'intero territorio della Città del Vaticano. Le due porzioni della diocesi sono distinte in due vicariati:
- il vicariato di Roma, retto dal vicario generale di Sua Santità per la diocesi di Roma, dal 6 ottobre 2024 il cardinale Baldassare Reina
- il vicariato della Città del Vaticano, retto dal vicario generale di Sua Santità per la Città del Vaticano, dal 20 febbraio 2021 il cardinale Mauro Gambetti, O.F.M.Conv.

La diocesi si estende su 881 km² e comprende la maggior parte della città e del comune di Roma, ad eccezione di porzioni appartenenti alle limitrofe diocesi di Ostia, di Porto-Santa Rufina, di Frascati e di Tivoli; appartengono alla diocesi anche alcune parrocchie del comune di Guidonia Montecelio.
Cattedrale della diocesi è la Basilica del Santissimo Salvatore e dei Santi Giovanni Battista ed Evangelista, a cui è annesso il palazzo del Laterano, sede degli uffici del Vicariato di Roma.

### Vicariato di Roma
La parte di diocesi che ricade nel territorio italiano costituisce il Vicariato di Roma, che "svolge la funzione di curia diocesana". Il vicariato è retto da un vicario generale che, a nome e per mandato del Papa, "esercita il ministero episcopale di magistero, santificazione e governo pastorale per la diocesi di Roma con potestà ordinaria vicaria"; al vicario generale spetta, dunque, l'effettivo governo della diocesi romana, coadiuvato dal vicegerente e dai vescovi ausiliari nelle sue funzioni di governo. Il vicariato è considerato un organo della Santa Sede, pur dotato di amministrazione propria.
Dal 1970 al vicario è assegnato anche l'ufficio di arciprete dell'Arcibasilica lateranense, presso la quale ha sede la curia diocesana.

#### Organizzazione territoriale
Dal punto di vista strettamente pastorale, il vicariato è suddiviso in 331 parrocchie (cui vanno aggiunte le due parrocchie della sede suburbicaria di Ostia, amministrate dal vicariato), raggruppate in 36 prefetture, ripartite su 4 settori (nord, sud, est e ovest), ciascuno retto da un vicario episcopale che collabora con il vicario generale nell'amministrazione pastorale della diocesi. Se il vicario episcopale è anche nominato vescovo ausiliare, viene detto vescovo di settore. I vicari episcopali di settore sono:
- per il settore nord: presbitero Stefano Sparapani;[7]
- per il settore est: presbitero Concetto Occhipinti;[7]
- per il settore sud: vescovo Renato Tarantelli Baccari;
- per il settore ovest: cardinale Baldassare Reina, con il presbitero Alessandro Zenobbi, coadiutore nel coordinamento pastorale.[7]

La prefettura è una «struttura ecclesiale intermedia che ha la funzione di realizzare un coordinamento unitario tra le parrocchie di un determinato territorio e, attraverso il Vescovo di Settore, un rapporto organico con la Diocesi». Responsabile di ogni prefettura è il prefetto, a cui spetta il compito di coordinamento pastorale in collaborazione con il vescovo ausiliare del settore; il prefetto è eletto tra i parroci della prefettura di appartenenza.

#### Organi di governo
Suprema autorità della diocesi è il papa, vescovo di Roma, che governa la diocesi tramite il vicario generale per la diocesi di Roma. I maggiori organismi di governo e di animazione pastorale della diocesi sono:
- il consiglio episcopale: organo collegiale composto dal vicario generale, dal vicegerente, dai vescovi ausiliari;[11]
- il consiglio dei prefetti: organo composto dal consiglio episcopale e dai 36 parroci prefetti, eletti a maggioranza dai parroci e viceparroci di prefettura; sono presenti anche alcuni cappellani sanitari in rappresentanza dei settori in cui è divisa la diocesi;
- il consiglio presbiterale: organo composto dal consiglio episcopale e da membri eletti del clero romano, rappresentativi delle diverse realtà pastorali della diocesi;
- il consiglio pastorale, costituito dal consiglio episcopale, da membri di diritto e da membri designati; quest'ultimo gruppo è composto da laici, rappresentanti di ogni singola prefettura della diocesi e delle aggregazioni laicali presenti sul territorio;
- il consiglio per gli affari economici, che deve «tradurre le indicazioni di natura pastorale in concrete disposizioni economiche e finanziarie»,[12] costituito da un vescovo ausiliare, dai direttori dell'ufficio amministrativo e dell'ufficio giuridico, e da tre membri laici, nominati dal cardinale vicario.[13]

#### Ambiti e servizi pastorali e amministrativi
Presso il vicariato di Roma sono istituiti diversi ambiti «posti sotto il coordinamento dei rispettivi vescovi ausiliari».
- Ambito della formazione cristiana: vacante;
- Ambito per la cura del diaconato, del clero e della vita religiosa: vescovo Michele Di Tolve;
- Ambito per la cura delle età e della vita: presbitero Andrea Manto;[7]
- Ambito dell'educazione: vacante;
- Ambito della diaconia della carità: vacante;
- Ambito della Chiesa ospitale e "in uscita": vacante;
- Ambito dell'amministrazione dei beni: vescovo Renato Tarantelli Baccari;[7]
- Ambito giuridico: vescovo Renato Tarantelli Baccari;[7]
- Servizio della segreteria generale: vescovo Renato Tarantelli Baccari;[7]
- Servizio per la tutela dei minori e delle persone vulnerabili: cardinale Baldassare Reina.

#### Chiese, titoli e diaconie
Le chiese di Roma, il cui nome viene legato ad un cardinale al momento della sua creazione, sono detti titoli cardinalizi: all'interno del territorio del vicariato di Roma si trovano:
- le chiese titolari o titoli, proprie dei cardinali presbiteri (simbolicamente le chiese degli antichi preti della diocesi di Roma);
- le chiese diaconali o diaconie, proprie dei cardinali diaconi (simbolicamente le chiese degli antichi diaconi, amministratori della diocesi di Roma).

Nel territorio diocesano sono inoltre presenti moltissime chiese, non necessariamente con il titolo parrocchiale. In particolare si contano:
- 4 basiliche maggiori: San Giovanni in Laterano, San Pietro in Vaticano, San Paolo fuori le mura e Santa Maria Maggiore;
- 61 basiliche minori;
- 169 chiese rettorie;
- 112 chiese annesse ad istituti religiosi o a arciconfraternite;
- 31 chiese nazionali;
- 21 chiese regionali italiane;
- 12 chiese affidate a comunità di rito orientale.

### Vicariato della Città del Vaticano

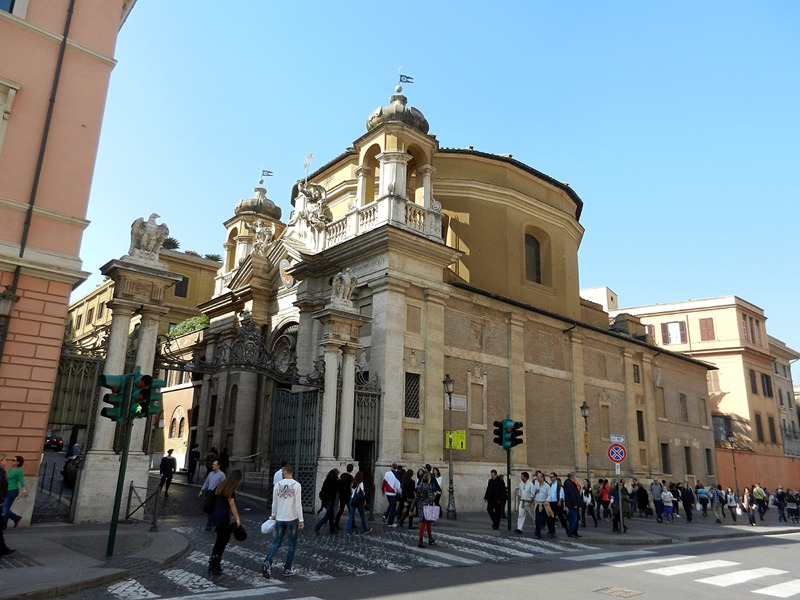
La parrocchia di Sant'Anna dei Palafrenieri all'interno del Vaticano

Il Vicariato della Città del Vaticano è stato istituito a seguito della nascita dello Stato della Città del Vaticano, con la firma dei Patti Lateranensi dell'11 febbraio 1929, con la bolla Ex Lateranensi pacto del 30 maggio 1929. Papa Pio XI stabilì che tale incarico fosse assegnato al "Sacrista di Sua Santità", ufficio affidato ad un religioso dell'Ordine di Sant'Agostino, consacrato vescovo con il titolo di Porfireone. Papa Giovanni Paolo II, nel 1991, abolì l'ufficio di Sacrista e assegnò l'incarico di Vicario della Città del Vaticano e delle Ville pontificie di Castel Gandolfo all'arciprete "pro tempore" della basilica di San Pietro.
Al Vicariato vaticano sono soggetti il territorio e i fedeli della diocesi che ricadono sotto la giurisdizione amministrativa dello Stato vaticano; ad esso appartengono due parrocchie: Sant'Anna dei Palafrenieri e San Pietro in Vaticano.

### Provincia romana: sedi suburbicarie
Le antiche diocesi suffraganee appartenenti alla metropolia di Roma recano il titolo di sedi suburbicarie (dal composto latino sub-urbis, "sottoposto alla città") e sono assegnate in titolo ai cardinali vescovi (simbolicamente gli antichi vescovi suffraganei del Papa), ma rette da vescovi ordinari come tutte le altre diocesi.
La provincia ecclesiastica romana è composta da sette diocesi:
- sede suburbicaria di Ostia
- sede suburbicaria di Albano
- sede suburbicaria di Frascati
- sede suburbicaria di Palestrina
- sede suburbicaria di Porto-Santa Rufina
- sede suburbicaria di Sabina-Poggio Mirteto
- sede suburbicaria di Velletri-Segni

Dal 1962 la sede suburbicaria di Ostia non ha un vescovo residente, ma è affidata in amministrazione apostolica alla diocesi di Roma: amministratore apostolico è il vicario per la diocesi di Roma, assistito dal vescovo ausiliare per il settore sud in qualità di vicario generale.

## Storia

### Periodo paleocristiano

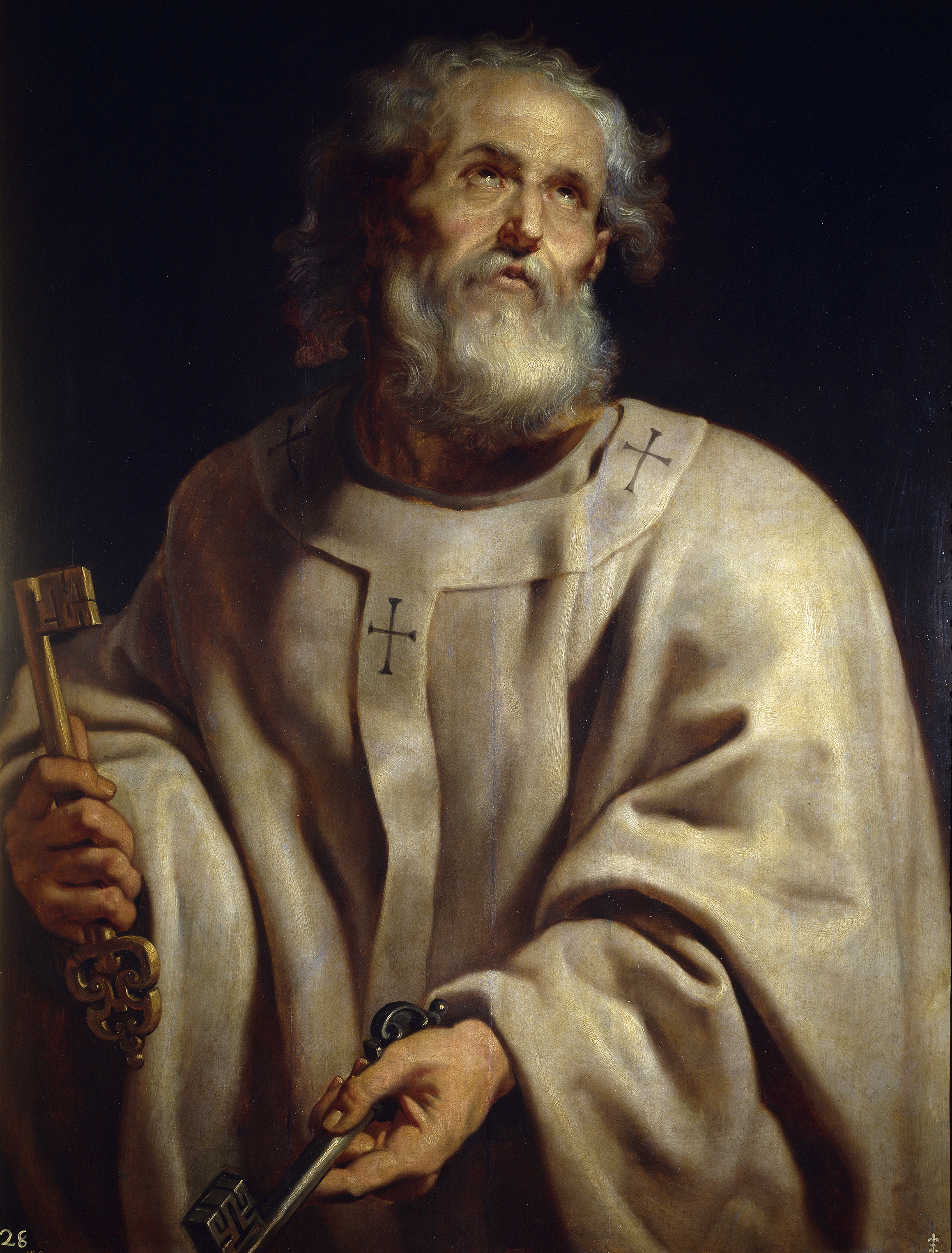
San Pietro, considerato dalla tradizione il primo vescovo di Roma

#### La nascita della comunità cristiana romana
La prima menzione certa della presenza di una comunità cristiana a Roma, capitale dell'impero, è la lettera che san Paolo scrisse, probabilmente nell'inverno 57/58, alla locale comunità cristiana per annunciare il suo arrivo (Lettera ai Romani 1,15). Secondo quanto raccontano gli Atti degli Apostoli (28, 16-31), Paolo si recò a Roma nel 61 come prigioniero, per esservi giudicato.
Racconta Svetonio che attorno al 49 l'imperatore Claudio espulse i Giudei da Roma a causa delle agitazioni in seno alla comunità ebraica romana impulsore Chresto, per l'agitazione di Cresto. Benché controversa, alcuni autori identificano Chresto con Cristo. Questo lascerebbe presupporre che la prima presenza cristiana nella capitale fu dovuta a gruppi di ebrei convertiti al cristianesimo e che le dispute e le tensioni fra i due gruppi all'interno della comunità ebraica provocò la reazione di Claudio. Il testo inoltre anticiperebbe di una decina d'anni la testimonianza di una presenza cristiana a Roma.
La tradizione, non anteriore però alla seconda metà del II secolo, riconosce nei santi apostoli Pietro e Paolo i fondatori della Chiesa romana. Tuttavia, nessuno degli autori più antichi che hanno avuto a che fare con Roma (Clemente romano, la lettera di Ignazio ai Romani, Papia di Ierapoli e il Pastore di Erma) accennano a questa tradizione. Secondo Romano Penna, è «altamente improbabile che sia stato Pietro a fondare la chiesa di Roma», che «deve i suoi inizi a degli oscuri evangelizzatori, che vanno identificati genericamente con dei viaggiatori o mercanti provenienti in Italia da Gerusalemme; su questa posizione sono ormai attestati tutti i commentatori odierni».
Ciò non esclude che anche Pietro sia stato a Roma e che vi abbia subito il martirio, come Paolo. La testimonianza più antica del martirio dei due apostoli a Roma, durante la persecuzione ordinata da Nerone, è la lettera di Clemente Romano ai cristiani di Corinto (fine I secolo). La notizia è confermata dal sacerdote romano Gaio, all'inizio del III secolo, la cui testimonianza è contenuta nella Historia ecclesiastica di Eusebio di Cesarea; si deve a Gaio la prima menzione dell'ubicazione della sepoltura dei due apostoli, Pietro sul colle Vaticano e Paolo lungo la via Ostiense. È da attribuire ad Eusebio la cronologia classica che pone tra il 64 e il 67 la morte dei due apostoli.

#### La cronotassi dei vescovi di Roma
Il più antico catalogo episcopale della Chiesa romana è quello che Ireneo di Lione menziona nel suo Adversus Haereses, scritto verso il 180. Per combattere le teorie eretiche, Ireneo dimostra la continuità della tradizione apostolica attraverso la continuità della successione episcopale: e così, dopo Pietro e Paolo, riporta in successione Lino, Anacleto, Clemente, Evaristo, Alessandro, Sisto, Telesforo, Igino, Pio, Aniceto, Sotero e Eleuterio, contemporaneo di Ireneo.
Dei vescovi da Lino a Pio, eccetto quanto di loro dicono Ireneo e altri autori successivi e quanto verrà scritto molto più tardi nel Liber pontificalis, non si hanno notizie storiche coeve; questo vale anche per Clemente, perché nella lettera ai Corinti, a lui attribuita da una tradizione molto antica, l'autore non si qualifica mai con questo nome. Aniceto è menzionato in una lettera dello stesso Ireneo tramandata da Eusebio di Cesarea, secondo la quale Policarpo di Smirne venne a Roma e si incontrò con Aniceto per discutere sulla datazione della celebrazione della Pasqua, problema che divideva in quel periodo le Chiese dell'Asia da quella di Roma. Circa gli ultimi due nomi della lista di Ireneo, Sotero ebbe uno scambio epistolare con il vescovo Dionisio di Corinto, mentre Eleuterio fu in relazione con lo stesso Ireneo di Lione.
Le opere storiche di Eusebio di Cesarea (prima metà del IV secolo) riportano due cronotassi episcopali dei vescovi di Roma, da Lino, successore degli apostoli, fino a Marcellino (296-304); ad ogni nome, Eusebio assegna anche gli anni di governo pastorale. Un'ulteriore lista è contenuta nel cosiddetto "catalogo liberiano" inserito fra i vari documenti del cronografo del 354 ed arriva fino a Liberio (352-366).

#### Le persecuzioni

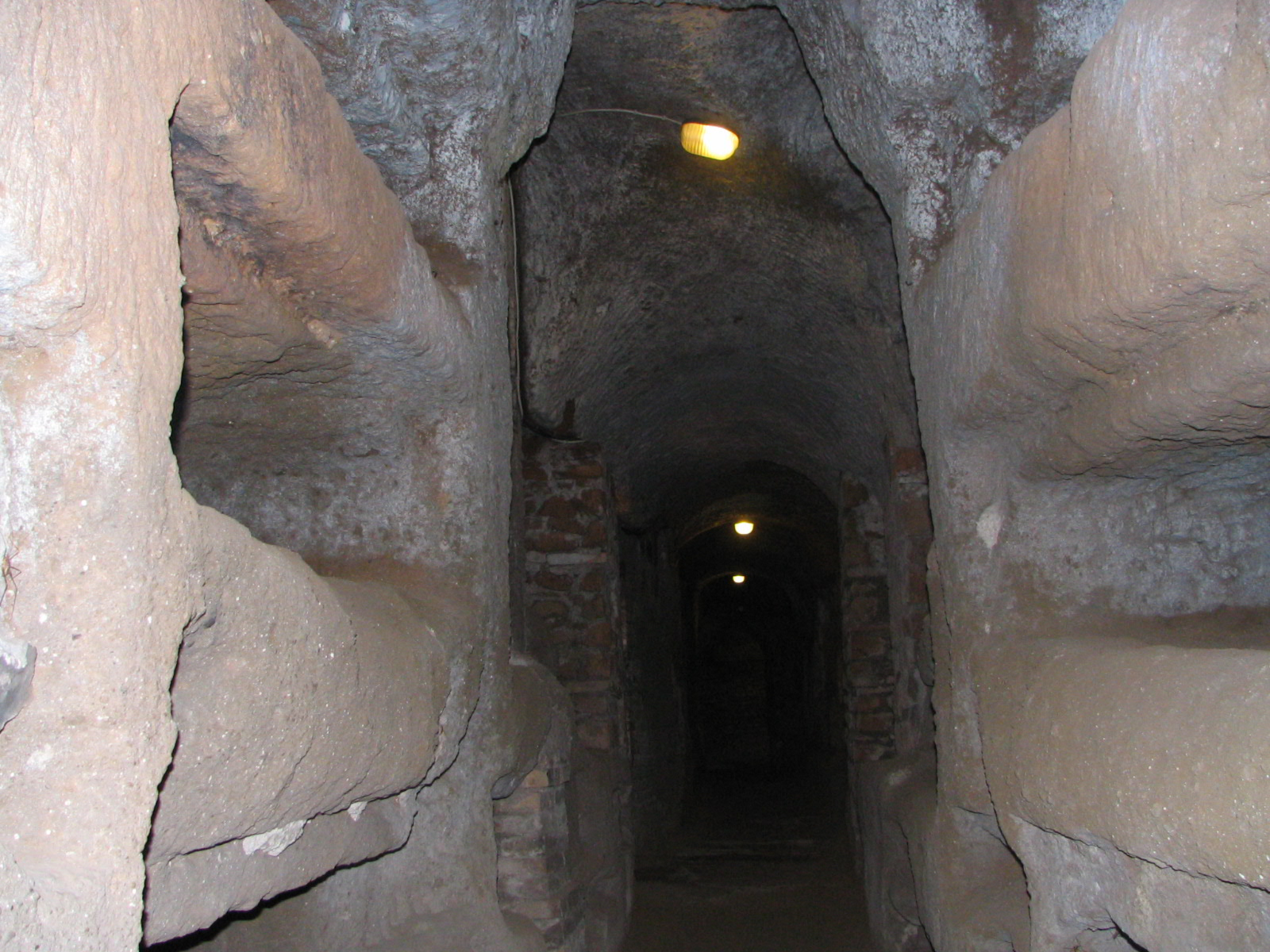
Veduta delle catacombe di San Callisto

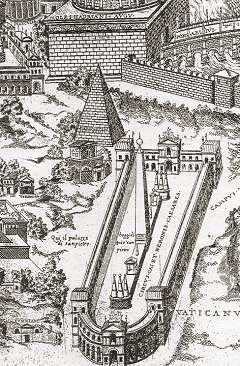
Il circo vaticano

La morte dei due apostoli segnò l'inizio della persecuzione dei cristiani nell'Impero romano.
La diffusione della fede cristiana nella capitale dell'Impero rese infatti evidente all'autorità politica l'incompatibilità tra tale credo e la religione romana, in particolare per il fatto che, con il rifiuto del politeismo, il cristianesimo non poteva essere integrato nel sistema religioso di Stato e nel concetto di pax deorum che lo reggeva. A questo si aggiungeva il fatto che il rifiuto del culto imperiale appariva come una sfida all'autorità del princeps, con l'aggravante, rispetto all'ebraismo, che il cristianesimo non risultava essere limitato ad una sola (e ridotta) componente etnica. Il fatto infine che i seguaci di Cristo prendessero particolarmente piede negli strati più bassi della società romana, propugnando anche certi principi di eguaglianza, rendeva questo tipo di culto ancor più sospetto agli occhi dei ceti dominanti e delle autorità.
Quando l'imperatore Nerone imputò il grande incendio di Roma all'azione della setta cristiana, questa venne posta fuori legge e iniziarono le persecuzioni nei confronti di coloro che si rifiutavano di sacrificare agli dei e all'imperatore. La persecuzione di Nerone fu una delle più violente che colpirono la comunità di Roma, segnando in particolare la morte dei due capi: Pietro, crocifisso nel circo del colle vaticano, e Paolo, decapitato Ad Aquaas salvias, il luogo su cui sorge l'attuale abbazia delle Tre Fontane oppure lungo la via Ostiense.
Le persecuzioni, tuttavia, non furono dei fenomeni continui, ma degli eventi circoscritti dipendenti dal contesto politico e dalla personale inclinazione degli imperatori a tollerare o meno il nuovo culto.
Durante tali persecuzioni subirono il martirio praticamente tutti i papi:
- Lino (nel 76, secondo la tradizione);
- Clemente (nel 100, sotto il regno di Traiano);[24]
- Evaristo (nel 106, sotto il regno di Traiano);
- Alessandro (nel 115, sotto il regno di Traiano);
- Sisto I (incerto, forse martirizzato nel 126, sotto il regno di Adriano);
- Telesforo (nel 136 sotto il regno di Adriano);
- Igino (incerto, forse martirizzato nel 142, sotto il regno di Antonino Pio);
- Pio (incerto, forse martirizzato nel 154, sotto il regno di Antonino Pio);
- Sotero (nel 174, sotto il regno di Antonino Pio);
- Eleuterio (nel 189, sotto il regno di Lucio Vero);
- Vittore (nel 199, sotto il regno di Settimio Severo);
- Zefferino (nel 217, sotto il regno di Caracalla);
- Callisto (nel 222, sotto il regno di Alessandro Severo);
- Urbano (nel 230, sotto il regno di Alessandro Severo);
- Ponziano (in anno ignoto);
- Antero (incerto, forse martirizzato sotto il regno di Massimino il Trace);
- Fabiano (nel 250, sotto il regno di Decio);
- Cornelio (incerto, forse martirizzato sotto il regno di Treboniano Gallo);
- Lucio (nel 254, sotto il regno di Valeriano);
- Stefano (nel 257, sotto il regno di Valeriano);
- Sisto (nel 257, sotto il regno di Valeriano);
- Felice (nel 274, sotto il regno di Aureliano);
- Caio (nel 296, sotto il regno di Diocleziano);
- Marcello I (nel 309, sotto il regno di Galerio);
- Eusebio (deportato sotto il regno dell'usurpatore Massenzio).

Fu in questo periodo che vennero realizzate le catacombe, cimiteri ipogei destinati al culto dei martiri.

### Dal IV al X secolo

#### La legalizzazione del cristianesimo e la costituzione della Pentarchia

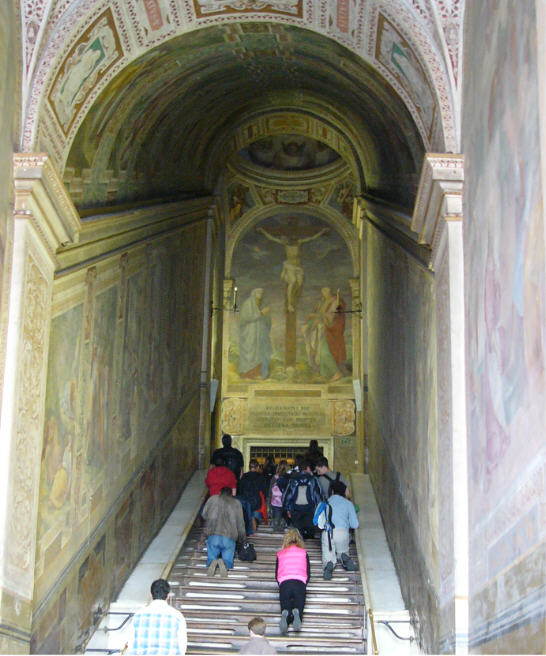
La Scala Santa, tradizionalmente ritenuta la scala del pretorio di Ponzio Pilato, portata a Roma da Elena, madre dell'imperatore romano Costantino I

A seguito della legittimazione del culto cristiano, con l'editto di Milano emanato dall'imperatore Costantino I nel 313 e della sconfitta di Massenzio, Roma e la sua diocesi furono coinvolte, durante il pontificato di Silvestro I, nell'ampia campagna edilizia avviata dall'imperatore con la costruzione delle prime tre basiliche patriarcali: lateranense, vaticana e ostiense. Libera di operare e posta sotto la protezione imperiale, la diocesi di Roma crebbe rapidamente in importanza, sia religiosa che politica.
In quest'epoca il primato nella Cristianità era dato alle tre sedi petrine: Roma, Alessandria e Antiochia, che ricoprivano un rango particolare nella Chiesa in quanto risalenti direttamente a Pietro. Le Chiese di lingua latina, cioè quelle presenti nella parte occidentale dell'Impero (Europa occidentale e Nordafrica), furono così particolarmente soggette al Papa di Roma, costituendo la Chiesa latina.

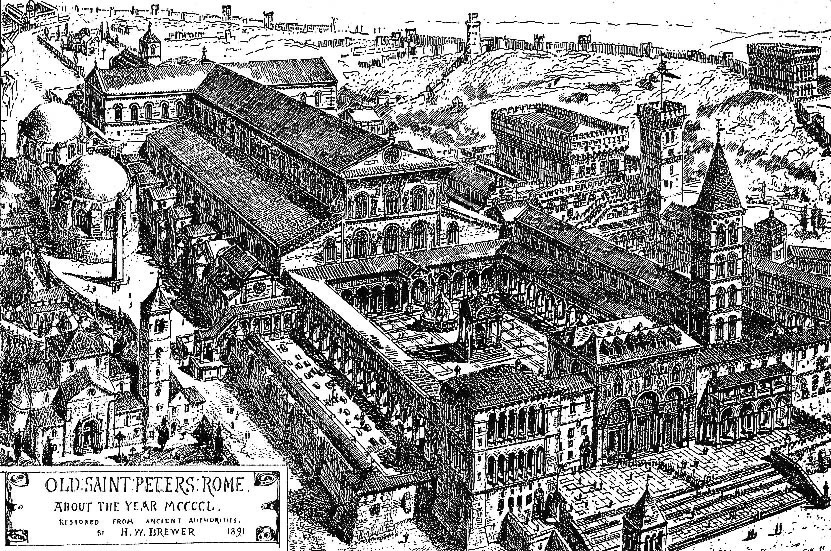
L'antica basilica di San Pietro in Vaticano, eretta per volere dell'imperatore romano Costantino I

La trasformazione del Cristianesimo in religione ufficiale dell'Impero romano con l'editto di Tessalonica di Teodosio I rafforzò ancora di più la strutturazione gerarchica della Chiesa e attribuì al vescovo di Roma, come agli altri vescovi, un ruolo formale nell'amministrazione imperiale, accanto ai funzionari civili: in tale ottica è da individuare la coincidenza tra il termine diocesi utilizzato per indicare la circoscrizione vescovile e l'analogo termine diocesi attribuito alle circoscrizioni di province. Così come i governatori provinciali erano sottoposti ai vicari e i viciari ai prefetti del pretorio, altrettanto, dunque, i vescovi erano sottoposti ai metropoliti e i metropoliti ai patriarchi. Il collega di Teodosio, poi, l'imperatore Graziano, lasciò a papa Damaso e ai suoi successori il titolo di Pontefice Massimo, che indicava la massima autorità religiosa romana.
Parallelamente alla suddivisione dell'Impero, la crescente importanza di Costantinopoli-Nuova Roma portò i vescovi di Roma a scontrarsi con le decisioni del Concilio Costantinopolitano I, che aveva elevato la sede episcopale di Bisanzio a patriarcato, assegnandogli l'onore del secondo posto dopo la Chiesa di Roma.
L'organizzazione della Chiesa cristiana si consolidò in quest'epoca sulla cosiddetta Pentarchia, cioè sul governo dei cinque patriarcati: nell'ordine il Patriarcato di Roma, il Patriarcato di Costantinopoli, il Patriarcato di Alessandria, il Patriarcato di Antiochia e il Patriarcato di Gerusalemme. Nel 451, però, la sede romana rifiutò l'approvazione al XXVIII canone del Concilio di Calcedonia che, per l'appunto, poneva Costantinopoli subito dopo Roma, affermando con decisione il primato papale.
Con la caduta nel 476 dell'Impero d'Occidente si venne a creare un vuoto di potere temporaneamente occupato dal Senato e dall'autorità pontificia, essendo il papa l'unico "funzionario imperiale" rimasto in città.

#### Il dominio bizantino degli imperatoriisapostolie lo Scisma dei Tre Capitoli
Tra il VI e il VII secolo Roma e la sua diocesi passarono sotto l'autorità dell'Impero bizantino: l'unione venne decretata con la Prammatica Sanzione "sulle richieste di papa Vigilio". Il dominio bizantino su Roma venne dapprima strutturato in eparchia Urbicaria (580), poi, a partire dal 582, il Ducato Romano, soggetto all'Esarca bizantino d'Italia.
Attorno al 590 papa Gregorio Magno, oltre a sollecitare l'intervento imperiale contro i Longobardi che minacciavano Roma, riordinò il rito romano e l'annesso canto liturgico: il gregoriano. In questo periodo i latifondi della diocesi romana si estesero su ampie porzioni della Sicilia e della Sardegna bizantine.
In questo periodo i vescovi di Roma dovettero affrontare numerose dispute sia di ordine politico che, soprattutto, religioso con gli Imperatori bizantini che, con la loro autorità di Isapostoli legiferavano di frequente sulle materie religiose: se nel VI secolo papa Silverio era morto a sull'isola Palmarola prigioniero di Giustiniano I e il successore Vigilio aveva dovuto piegarsi con la forza e la prigionia al monofisismo dell'imperatore, provocando lo Scisma dei Tre Capitoli delle metropolie di Milano e Aquileia, ancora più di un secolo dopo papa Severino, opponendosi al monotelismo imperiale propugnato nell'editto Ekthesis di Eraclio I, subiva la prigionia e il saccheggio del Laterano nel 640, mentre Martino I, dopo aver rifiutato l'approvazione del nuovo editto monotelita typos di Costante II, moriva in esilio a Cherson, sul Mar Nero.

#### La nascita del Patrimonio di San Pietro

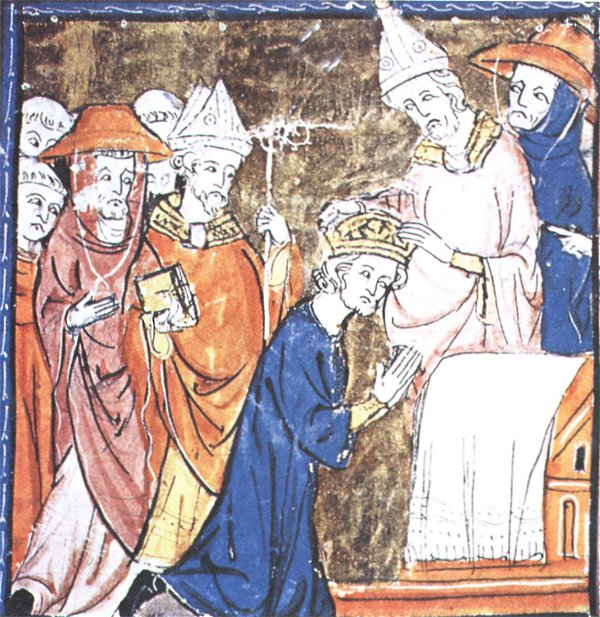
Carlo Magno incoronato imperatore da papa Leone III

Il successivo declino del controllo da parte dell'Impero d'Oriente sul territorio di Roma, chiamato Ducato romano, i vescovi dell'Urbe assunsero al ruolo di amministratori del potere temporale. Tale potere venne determinato prima dalla costituzione del Patrimonio di san Pietro, cioè delle proprietà fondiarie della Chiesa romana, poi, nel 728 dalla costituzione del primo nucleo degli Stati della Chiesa, attraverso la donazione di Sutri da parte del Re dei Longobardi Liutprando. Con la definitiva scomparsa del controllo imperiale, la diocesi di Roma estese il proprio potere sull'intero Lazio e su molte altre terre limitrofe grazie a una nuova donazione, questa volta del Re dei Franchi Pipino: con la Promissio Carisiaca il sovrano concedeva il potere su tutti gli territori già appartenuti all'Esarcato d'Italia alla Santa romana Repubblica di Dio. A partire da questo periodo le proprietà della sede romana vennero organizzate in enti territoriali rette dai diaconi della Chiesa romana: i Patrimonia.
Nell'VIII-IX secolo, avvalendosi della falsa Donazione di Costantino e dei complessi intrecci politici con gli Imperatori carolingi, i papi giustificarono e consolidarono il dominio temporale della Santa Sede e al contempo ribadirono le loro aspirazioni al primato universale, divenendo la fonte del potere dei Sacri Romani Imperatori da loro esclusivamente incoronati. La pratica iniziò con la messa di Natale del 25 dicembre 800, quando papa Leone III incoronò Carlo Magno nella basilica vaticana. Fu in questo periodo che i papi iniziarono ad indossare una tiara cinta da una corona, per simboleggiare il potere sullo Stato della Chiesa.
Il saccheggio di San Pietro nell'846 a opera dei Saraceni rese in questo periodo evidente la vulnerabilità del santuario petrino, che sempre più rappresentava, con la tomba del Principe degli Apostoli, il simbolo della supremazia romana. La soluzione fu la costruzione della Città Leonina, quel borgo fortificato che è l'odierna città vaticana, solennemente inaugurata il 27 giugno 852 da papa Leone IV, che la rese città separata da Roma, con propri magistrati e proprio clero. Iniziava così il secolare confronto a distanza tra la basilica e il clero vaticani, simbolo di un papa di dimensione "imperiale", capo della Chiesa universale, e la cattedrale lateranense con il proprio clero, simbolo del papa vescovo e signore di Roma.
La nuova dimensione temporale assunta dalla sede di Roma espose inoltre sempre più i suoi vescovi ai complessi giochi politici in seno al Sacro Romano Impero.
Un esempio degli effetti di tale situazione fu nell'897, l'orrendo Sinodo del cadavere, nel corso del quale la salma esumata di papa Formoso venne processata in Laterano dal successore Stefano VI per il sostegno offerto alle pretese imperiali di Arnolfo di Carinzia contro Guido e Lamberto di Spoleto.
Sotto i successori di Stefano, tra il 904 e il 963, la Chiesa romana fu preda della spregiudicata politica di donne potenti e corrotte, tra le quali spiccava la senatrice Marozia: moglie del duca Alberico I di Spoleto e sposa in seconde nozze di Ugo di Provenza, re d'Italia, fu cugina e amante di papa Sergio III, madre di papa Giovanni XI e del duca spoletino Alberico II e nonna di papa Giovanni XII. Quest'ultimo venne infine dichiarato indegno e deposto da un concilio indetto per ordine dall'imperatore Ottone I di Germania, appena incoronato a Roma dallo stesso Giovanni. Tale torbido periodo divenne noto come pornocrazia.

### Dall'XI al XVI secolo

#### IlClerus urbise laRomana Fraternitas

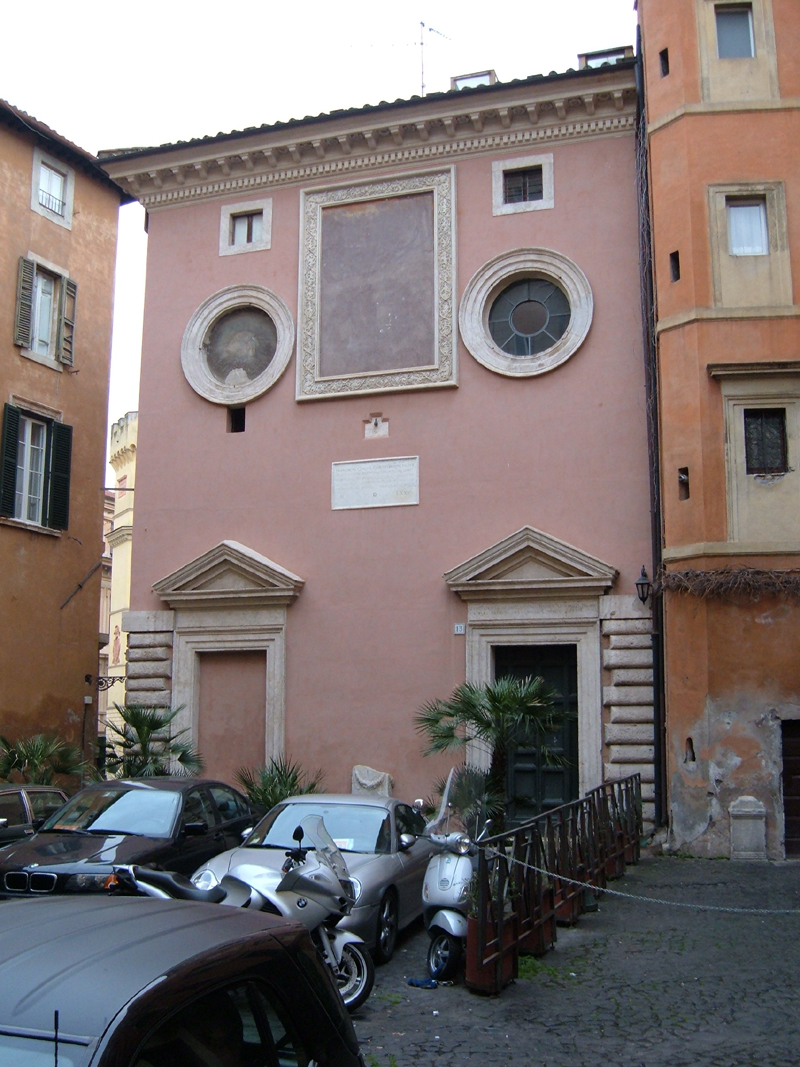
La chiesa di San Tommaso ai Cenci, che fu sede della fraternità romana

A partire dall'XI secolo si accentua quel processo, già iniziato nell'VIII secolo, che ha portato ad una distinzione nel clero della diocesi romana, tra clero palatino (o curiale o papale) e clero dell'urbe (clerus urbis). I primi erano dediti alle mansioni nella curia romana ed affiancavano il papa nel governo della Chiesa cattolica. I secondi invece avevano la responsabilità diretta del popolo, della cura delle anime e dell'amministrazione dei sacramenti. È soprattutto con l'XI secolo che cambia anche la figura del cardinale-presbitero, che, fino a quel momento, era a tutti gli effetti parroco della chiesa di cui portava il titolo. Ora invece il cardinale-presbitero, «non ha più una funzione all'interno del suo titolo, se non quella di un controllo saltuario e di un intervento nelle cerimonie più solenni», mentre la cura pastorale della parrocchia è affidata ad un membro del clerus urbis, in genere un arciprete, che rilevò le funzioni che erano state dei cardinali-presbiteri.
I primi documenti che attestano l'esistenza di un clero urbano, distinto e autonomo rispetto al clero curiale, risalgono alla seconda metà dell'XI secolo. Contestualmente cambia anche il concetto di Ecclesia romana, che passa ad indicare non più la chiesa della diocesi di Roma, ma i vertici della Chiesa cattolica, ossia il papa e il gruppo dei cardinali, predisposti al governo dell'intera Chiesa cattolica.
Nel corso del XII secolo il clero urbano si trasformò in una vera e propria istituzione, organizzata in collegio, e raccolta attorno ad una società chiamata Romana Fraternitas, fraternità romana, la cui prima attestazione risale al 1127. Questa organizzazione, dotata di una propria autorità, aveva lo scopo di organizzare e governare il clero di città. Per un certo periodo, la Romana Fraternitas ebbe sede nella chiesa di San Tommaso ai Cenci. A capo di questa associazione c'erano dei rectores, che avevano, tra i loro principali compiti, quelli di distribuire le offerte raccolte, di regolare le processioni e i funerali, di dirimere le controversie sorte tra le parrocchie o tra gli ecclesiastici, di far eseguire i decreti papali, di regolare la disciplina del clero. Nel corso del XIV secolo la giurisdizione dei rettori si estese fino a diventare un vero e proprio tribunale ecclesiastico.
La Romana Fraternitas si consolidò con una sua propria costituzione, emanata da papa Bonifacio VIII il 27 febbraio 1303 con il titolo di Publicum privilegium Statutorum et ordinamentorum Almae Urbis Fraternitatis. L'associazione perse di potere e di funzione nel corso dello stesso secolo, a partire da papa Giovanni XXII.

#### La nascita delVicarius in spiritualibus

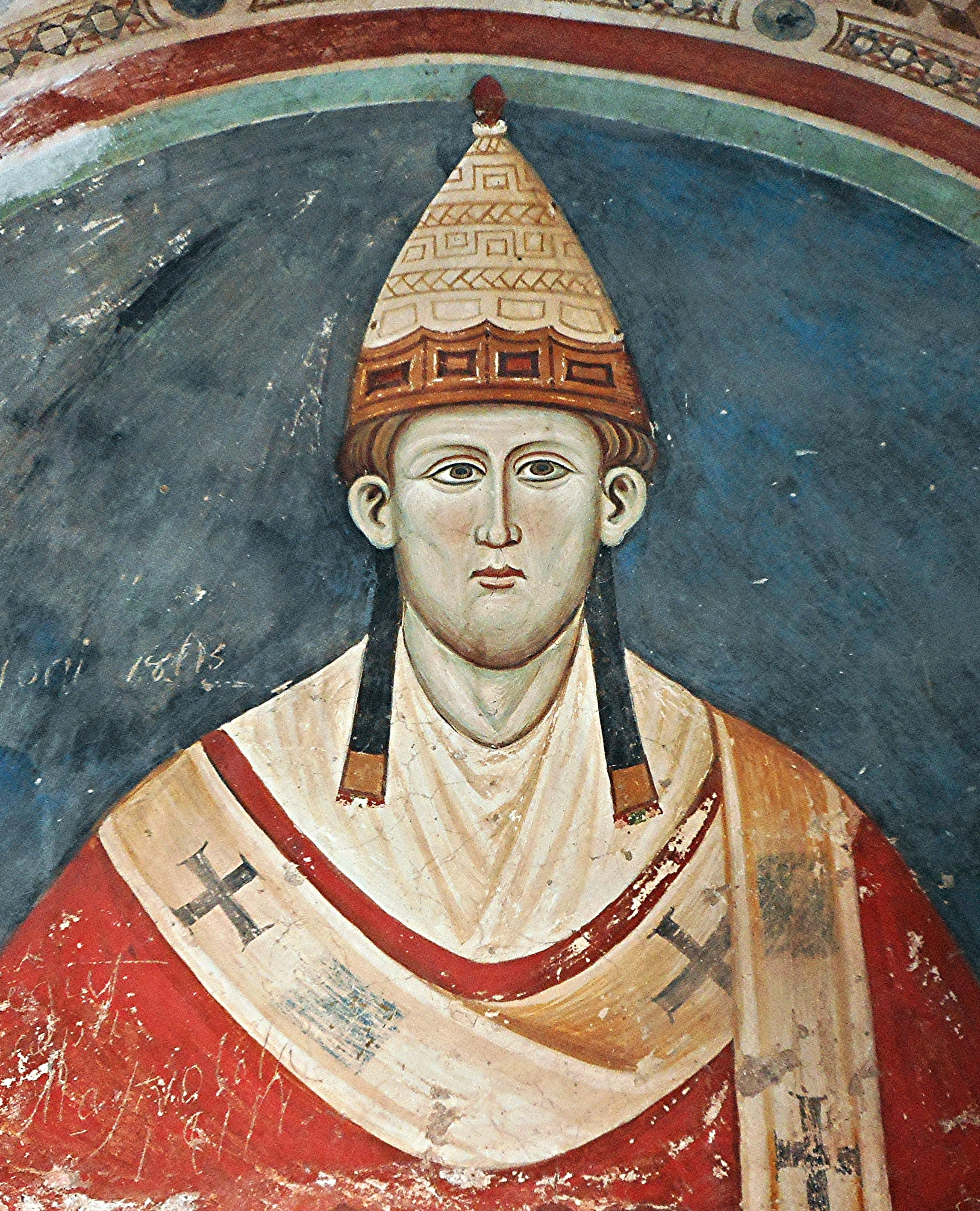
Papa Innocenzo III in un affresco del 1215 circa, Monastero di San Benedetto, Subiaco

La trasformazione del clero di Roma e la sua distinzione in clero papale e clero urbano toccò anche il vertice del presbiterio romano, il suo vescovo, il papa. «Lo stesso papa, pur rimanendo, naturalmente, il vescovo di Roma, non svolgeva più certe funzioni tipiche della sua cura pastorale, quali la celebrazione della liturgia stazionale. Il governo spirituale della città venne affidato al cardinale vicario, la cui figura sembra essere istituzionalizzata nel secondo decennio del XII secolo».
Non di rado, in precedenza, il vescovo di Roma, per motivi particolari, come per esempio la sua assenza dalla città, affidava la sua cura ad un vicario. Ma i documenti che ne attestano l'esistenza non permettono di definire se questa "vicaria" riguardava il papa come vescovo della città o il papa come capo della cristianità.
Secondo Brambilla, i primi documenti che rivelano l'esistenza di un vicarius urbis, un vicario della città, risalgono al pontificato di papa Innocenzo III, tra la fine del XII e l'inizio del XIII secolo, con Ottaviano Poli dei conti di Segni, menzionato nel 1198, e Pietro Gallocia, documentato nel 1206 e 1207. Questi vicari avevano giurisdizione unicamente in spiritualibus, ossia nelle cose che riguardavano la salute delle anime e solo all'interno delle mura cittadine. La prima nomina ufficiale e esplicita di un vicario per la città è quella di Tommaso Agni, nominato con la bolla Romanus Pontifex da papa Urbano IV il 13 febbraio 1264.
Nella bolla Licet ad cunctos di papa Niccolò IV (28 giugno 1288) vengono definiti con più chiarezza e precisione i compiti e i doveri dei vicari del papa; questa lettera è importante perchè i suoi contenuti saranno utilizzati quasi letteralmente nelle successive bolle di nomina dei vicari pontifici. Il ruolo e le funzioni del vicario per la città subì un'ulteriore evoluzione con i pontefici successivi, in particolare Bonifacio VIII (bolla Ecclesiarum omnium, 28 aprile 1299), Clemente V (bolla Licet ad cunctos, 16 giugno 1307), Benedetto XII (bolla Quamvis Nos, 6 marzo 1335), e altri ancora. A partire dalla fine del XIV secolo i vicari del papa dovettero prestare un giuramento di fedeltà.
I vicari del papa ebbero anche il potere di indire e presiedere i sinodi diocesani, come nel caso di Stefano nel 1386, Giovanni nel 1390, Daniele nel 1431 e un ultimo al tempo di papa Pio II (1458-1464). Con papa Alessandro VI, è affidata in modo stabile e definitivo al vicario anche la giurisdizione e la cura degli Ebrei di Roma, con la bolla del 12 giugno 1501; queste disposizioni furono ribadite da papa Giulio II.
Infine, il 28 novembre 1558 Paolo IV stabilì con decreto concistoriale che la carica di vicario spettasse a un cardinale.

#### L'organizzazione parrocchiale nel XII-XIV secolo

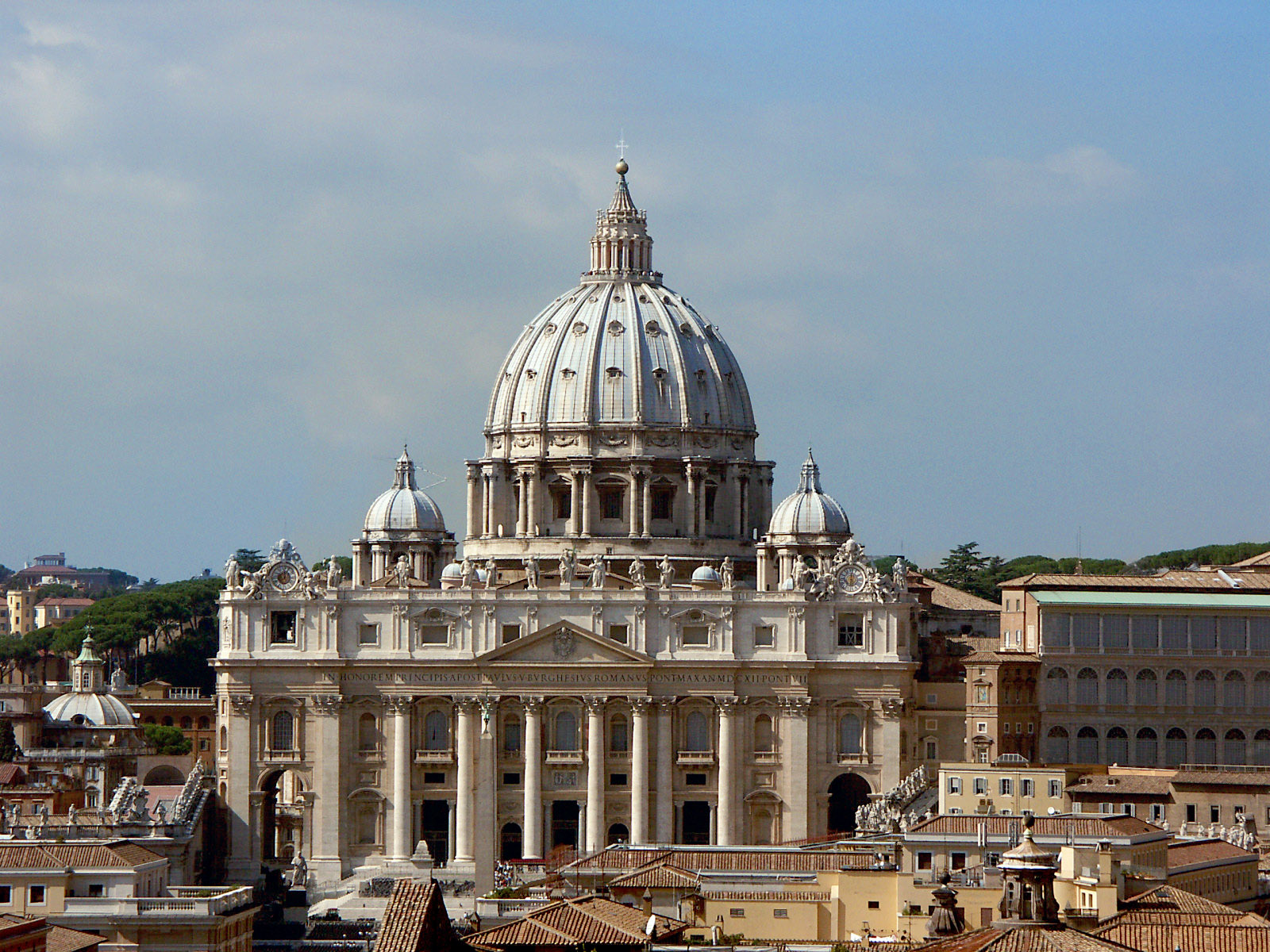
La basilica di San Pietro, ricostruita nelle forme attuali a partire dal XVI secolo

Fino al XII secolo era ancora in uso a Roma, almeno formalmente, la suddivisione del territorio diocesano in 7 regioni ecclesiastiche, che, secondo alcuni autori, erano derivate dalle 14 regioni di età augustea. Ogni regione era costituita da diverse parrocchie, gli antichi tituli di epoca romana. Risale alla fine del XII secolo uno dei più antichi e più completi cataloghi delle chiese di Roma, il catalogo di Cencio Camerario, contenuto del Liber Censuum, redatto nel 1192. In quest'elenco sono enumerate 294 chiese officiate da sacerdoti e altre 21 que sunt ignote et sine clericis, per un totale di 315 chiese.
Lo sviluppo e la crescita dell'istituzione parrocchiale, concomitante con un aumento demografico della popolazione romana nel centro della città, ha portato nel XIII secolo ad una nuova organizzazione delle parrocchie, voluta dalla Romana Fraternitas, i cui rettori avevano suddiviso il territorio diocesano in tre grandi settori, con sede nella basilica dei Santi XII Apostoli, nella chiesa di San Tommaso ai Cenci e in quella dei Santi Cosma e Damiano. Questa suddivisione è evidente nel cosiddetto catalogo di Torino, redatto nel 1313, nel quale le oltre 400 chiese elencate sono suddivise nei tre settori indicati.
Alle grandi parrocchie, in particolare quelle che riguardavano le principali basiliche e titoli presbiterali cittadini, erano unite in affiliazione altre parrocchie minori, i cui confini sono sempre più spesso definiti e delimitati dalle bolle ponficie del XII e XIII secolo. Queste parrocchie minori sono menzionate nei documenti coevi come capelle, ecclesiae suppositae, capelle de parrochia. Secondo Passigli, come è avvenuto in altre città italiane, anche a Roma «tra XIII e XIV secolo, con il crescere della popolazione, si ha il passaggio da cappelle a vere e proprie parrocchie con pieni diritti, a scapito di quelli della chiesa matrice».

#### L'istituzione dell'Anno Santo

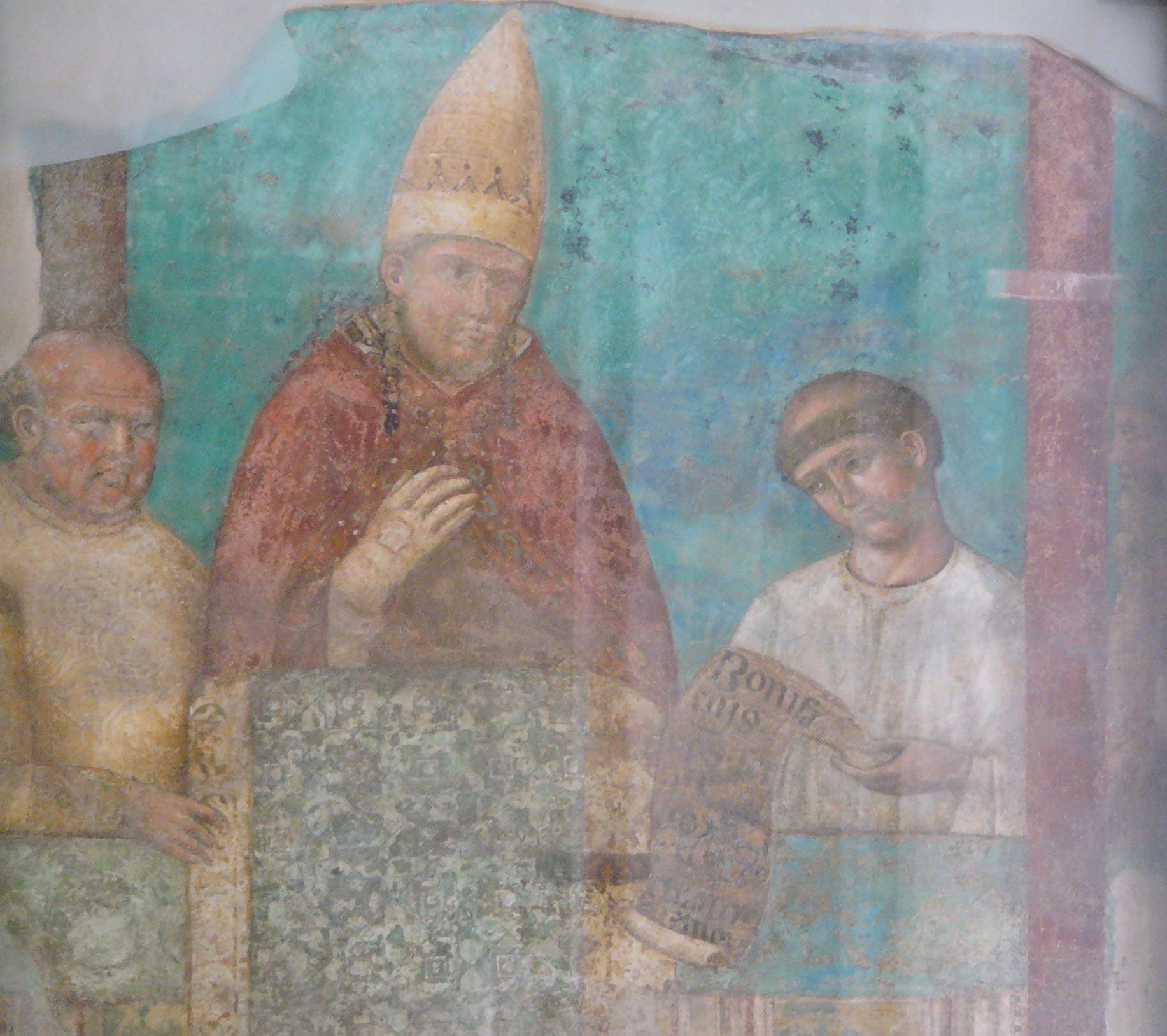
Annuncio del primo Anno Santo da parte di Bonifacio VIII nel 1300 (frammento di affresco di Giotto nella Basilica Lateranense)

Papa Bonifacio VIII istituì il primo Giubileo con la bolla Antiquorum habet fida relatio, emanata il 22 febbraio 1300, ispirandosi a un'antica tradizione ebraica. Con questa bolla si concedeva l'indulgenza plenaria a tutti coloro che avessero fatto visita trenta volte se erano romani e quindici se erano stranieri, alle Basiliche di San Pietro e San Paolo fuori le mura, per tutta la durata dell'anno 1300; questo anno santo si sarebbe dovuto ripetere in futuro ogni cento anni. Tra i pellegrini di questo primo giubileo si ricordano: Dante, Cimabue, Giotto, Carlo di Valois, fratello del re di Francia, con sua moglie Caterina. Dante riferisce nella Divina Commedia che l'afflusso di pellegrini a Roma fu tale che divenne necessario regolamentare il senso di marcia dei fedeli sul ponte di fronte a Castel Sant'Angelo.
Nel 1350 papa Clemente VI, per parificare l'intervallo a quello del Giubileo ebraico, decise di accorciare la cadenza a 50 anni e aggiunse anche la basilica di San Giovanni in Laterano tra quelle da visitare. In seguito l'intervallo fu abbassato a 33 anni da papa Urbano VI, periodo inteso come durata della vita terrena di Gesù, e ulteriormente ridotto a 25 da papa Paolo II nel 1470.
Per il giubileo del 1425, papa Martino V introdusse due novità: la stampa di una medaglia commemorativa dell'evento e soprattutto l'apertura della Porta Santa a San Giovanni in Laterano. Fu papa Alessandro VI, per il giubileo del 1500, a decidere l'apertura di 4 porte sante nelle 4 basiliche maggiori di Roma, riservando per sè l'apertura di quella di San Pietro in Vaticano.

#### La diocesi durante la cattività avignonese
Eletto il 5 giugno 1305 nel conclave tenutosi per motivi di sicurezza a Perugia, papa Clemente V non scese mai a Roma e decise di stabilirsi dapprima a Bordeaux, poi a Poitiers e infine, dal 1313, ad Avignone. Iniziò così quello che nella storiografia è chiamata cattività avignonese, un lungo periodo durato fino al 1377, durante il quale, pur rimanendo vescovi di Roma, i papi con la curia romana si trasferirono in Francia. Diversi di loro inoltre, oltre al proprio titolo aggiunsero anche quello di vescovi di Avignone.
La partenza del papato e della curia, e inoltre il trasferimento in Francia di gran parte delle istituzioni ecclesiastiche e della burocrazia papale, portò ad una grave crisi economica e sociale per Roma, che da sempre dipendeva strettamente dalle attività commerciali e finanziarie legate alla presenza del papa. Vennero così a mancare tutte quelle entrate e quelle risorse che derivavano dai pellegrinaggi e dalle donazioni. Questo ebbe ripercussioni anche sullo stato demografico della città, che si ridusse a meno di 20.000 abitanti, e sullo stato degli edifici religiosi, molti dei quali caddero in rovina.
Clemente V affidò al suo vicario a Roma ampi poteri con deleghe non solo in spiritualibus, ma anche in temporalibus; a lui affidò la giurisdizione anche sui monasteri esenti, e la possibilità di conferire benefici ecclesiastici prima riservati al papa. Fu nei primi anni del XIV secolo che sorsero i primi tribunali del vicariato di Roma, la segreteria del tribunale ecclesiastico e quella del tribunale civile e criminale del cardinale vicario.
Papa Benedetto XII nel 1342 estese i poteri temporali del suo vicario al suburbio romano e all'intero distretto di Roma per 60 chilometri dalla città ed allargò i suoi poteri giudiziari e coercitivi. E poiché anche le sedi suburbicarie erano prive dei loro cardinali, che si trovavano ad Avignone, lo stesso papa, con la bolla Quamvis nos del 6 marzo 1335, affidò a Giovanni Pagnotta, vescovo di Anagni e suo vicario per Roma, la giurisdizione, cumulativa con quella dei cardinali-vescovi, sulle sedi suburbicarie.
Quando i papi ritornarono a Roma, il vecchio patriarchio, presso San Giovanni in Laterano, era ormai fatiscente e in rovina. Per questo, papa Gregorio XI stabilì la sua sede presso la tomba di San Pietro in Vaticano.

### Dal XVI al XIX secolo
Alla fine del Cinquecento i vescovi di Roma si dotarono di una nuova residenza, il Palazzo del Quirinale, posto in posizione più salubre rispetto alla Città Leonina e soprattutto più defilato rispetto ai flussi di pellegrini diretti a San Pietro.
Seguendo le direttive del concilio di Trento, nel 1566 papa Pio V ordinò a Giacomo Savelli, suo vicario generale per la diocesi di Roma, di compiere una visita apostolica per avere un quadro completo della situazione spirituale e pastorale delle parrocchie romane. Risultato di questa visita, che censì nella diocesi 132 chiese parrocchiali, fu la soppressione di diverse parrocchie, le cui chiese erano vetuste, in rovina o troppo vicine ad altre parrocchie più importanti. Inoltre, con un decreto del 1569, il cardinale Savelli ridusse il numero delle parrocchie con fonte battesimale a 24, distinguendo in questo modo le chiese parrocchiali, dette "chiese matrici", dalle altre non battesimali, denominate "chiese filiali".
Le 24 chiese parrocchiali battesimali erano le seguenti:
- Sant'Agostino
- Sant'Angelo in Pescheria
- Sant'Apollinare
- Santi Celso e Giuliano in Banchi
- San Crisogono
- Santi XII apostoli
- Sant'Eustachio
- San Giovanni dei Fiorentini

- San Giovanni in Laterano
- San Lorenzo in Damaso[66]
- San Lorenzo in Lucina
- San Luigi dei Francesi
- San Marcello
- San Marco
- Santa Maria sopra Minerva
- Santa Maria della Pace

- Santa Maria del Popolo
- Santa Maria della Rotonda
- Santa Maria in Trastevere
- Santa Maria in Via Lata
- San Martino ai Monti
- San Nicola in Carcere
- San Pietro in Vaticano
- Santi Quirico e Giulitta ai Monti

All'inizio del Seicento, il cardinale vicario Camillo Borghese decise un'ulteriore riorganizzazione delle parrocchie romane, raggruppandole in prefetture, a loro volta dipendenti da un'apposita congregazione curiale, la Congregazione dei parroci prefetti, allo scopo di realizzare «il coordinamento pastorale fra le parrocchie, dando indicazioni comuni sui principali aspetti della vita religiosa e sul rapporto con i fedeli, con particolare riguardo all'amministrazione dei sacramenti, all'istruzione dei fanciulli, all'assistenza ai bisognosi».
In base ai decreti conciliari e alla visita apostolica del 1566 furono redatte anche delle "Norme per i curati", con lo scopo di riformare la vita dei preti e in particolare dei parroci della città. In questo contesto di riforma tridentina si inserisce anche l'uso diffuso e capillare dei libri degli Status Animarum, ossia «registri di natura religiosa contenenti i nomi, i cognomi, le età, le provenienze e le professioni dei residenti nelle circoscrizioni parrocchiali». I primi stati delle anime della diocesi comparvero nel 1571, nella parrocchia di San Pietro in Vaticano, e nel 1577 nella chiesa filiale di San Nicola dei Prefetti. In seguito alle disposizioni di papa Gregorio XV del 1614, il loro uso fu esteso obbigatoriamente a tutte le parrocchie.
Nell'ambito delle riforme volute dal concilio di Trento, il 1º febbraio 1565 fu istituito il seminario diocesano, noto con il nome di seminario romano, eretto da una commissione di cardinali di cui faceva parte anche Carlo Borromeo. Il seminario fu affidato ai Gesuiti, che lo ressero fino alla loro soppressione nel 1773; gli alunni seguivano i corsi al Collegio Romano, anche questo retto dei Gesuiti. Il seminario cambiò sede diverse volte; nell'ultimo periodo precedente alla fine dello Stato pontificio, il seminario fu ospitato nello stesso Collegio Romano (1774-1824 e 1848-1850) e nel palazzo dell'Apollinare (1824-1848 e 1850-1913).

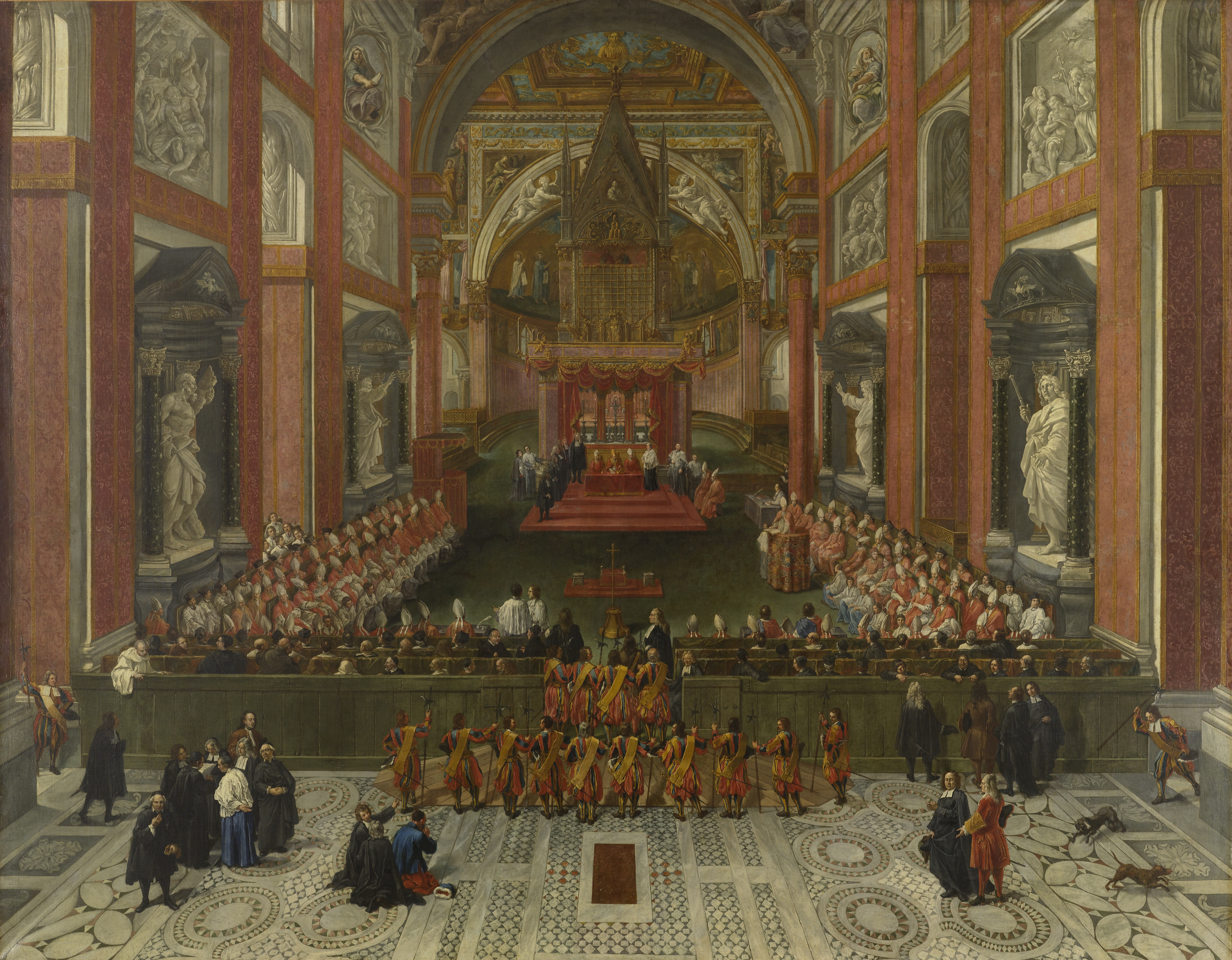
Benedetto XIII presiede nella Basilica del Laterano il sinodo romano provinciale del 1725, opera di Pier Leone Ghezzi

Nell'anno giubiliare 1725 papa Benedetto XIII indisse un sinodo provinciale romano, uno dei rari concili di questo tipo celebrati dai papi, al quale però presero parte non solo i vescovi suffraganei del vescovo di Roma, ma anche molti altri prelati per lo più provenienti dall'Italia centrale. Il sinodo si svolse nella basilica del Laterano dal 15 aprile al 29 maggio 1725 e le sue decisioni vennero raccolte in 32 capitoli.
Nel 1824 papa Leone XII, con la lettera apostolica Super universam del 1º novembre, procedette ad una riorganizzazione delle parrocchie romane e ad una loro ridefinizione territoriale; delle 72 parrocchie allora esistenti ne soppresse 37 e ne istituì 9 nuove, per un totale di 44 parrocchie. Furono erette a nuove parrocchie le seguenti chiese: Santa Maria Maggiore, Sant'Adriano al Foro Romano, Santa Maria ai Monti, San Giacomo in Augusta, San Rocco, Santa Maria della Nazione Picena, Santa Lucia del Gonfalone, Santa Dorotea e San Bernardo alle Terme. Con la stessa bolla, il pontefice istituì il Tabularium Vicariatus Urbis, l'attuale archivio storico diocesano, per la conservazione dei registri parrocchiali romani.
Leone XII indisse anche una visita apostolica della città e delle chiese della diocesi, con la bolla Cum primum del 31 maggio, allo scopo di verificare le condizioni in cui versavano gli edifici religiosi della città, e le condizioni spirituali, economiche e governative delle istituzioni religiose romane, per prendere le misure necessarie in vista del Giubileo di quell'anno.

### Dal 1870 a oggi

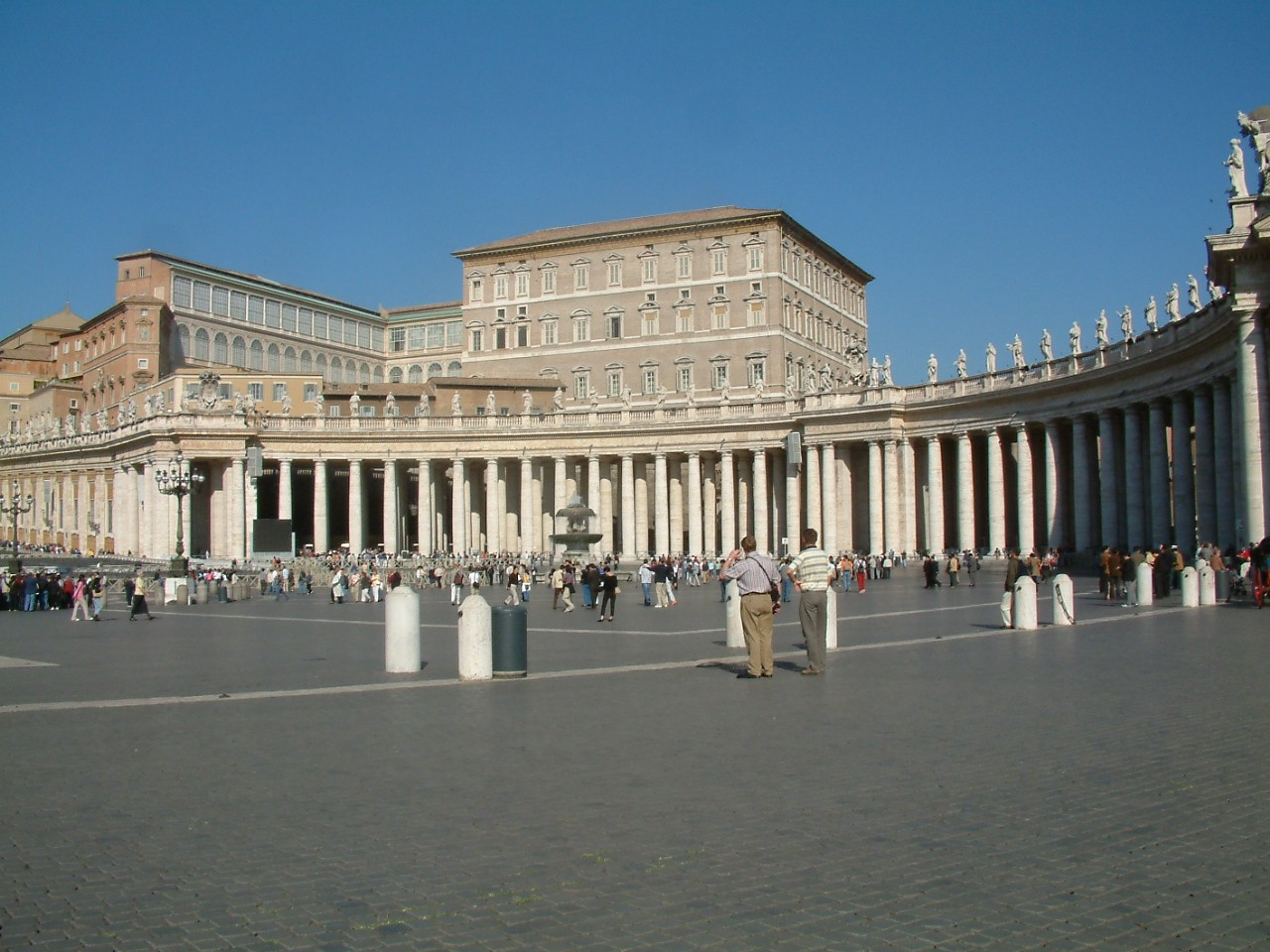
Piazza San Pietro e la linea bianca che segna il confine di Stato tra la Città del Vaticano e la Repubblica Italiana

Dopo la breccia di Porta Pia e la conquista di Roma da parte del Regno d'Italia, nel 1871, ebbe fine il potere temporale dei Papi. Questi eventi portarono anche ad una ridefinizione delle competenze e degli uffici del vicariato di Roma, che perse ogni aspetto civile e amministrativo per dedicarsi esclusivamente agli aspetti religiosi e spirituali delle parrocchie romane. Inoltre, nella rottura dei rapporti tra Santa Sede e nuovo stato italiano, il vicariato di Roma divenne il referente nei rapporti tra le due istituzioni e il principale interlocutore del governo italiano.

#### Le riforme di Pio X
L'avvento sulla cattedra vescovile romana di papa Pio X rappresenta un punto di rinnovamento per l'intera diocesi di Roma ed incide profondamente nella vita religiosa della città. Con tutta una serie di interventi, che si susseguono a ritmo incalzante, «si ha l'impressione che la diocesi di Roma venga risvegliata da una situazione di stasi e quasi di decadenza in cui si trovava da tempo… L'opera riformatrice di Pio X come vescovo di Roma si svolge secondo un piano più razionale e organico, e tocca i punti nevralgici della vita diocesana, cioè il clero e le parrocchie».

##### La visita apostolica (1904-1907)
Poco più di sei mesi dopo la sua elezione Pio X indisse una visita apostolica alla diocesi di Roma con la bolla Quum arcano Dei consilio dell'11 febbraio 1904, ottant'anni dopo l'ultima visita indetta da Leone XII, con lo scopo di riformare il clero e la vita religiosa delle parrocchie romane e per rendersi conto dei veri problemi della città e prendere gli opportuni provvedimenti.
Per l'occasione fu istituita una speciale commissione presieduta dal cardinale vicario Pietro Respighi e composta da una ventina di persone tra vescovi, religiosi, e prelati della Curia romana, a cui Pio X concesse speciali facoltà per l'esecuzione del loro lavoro e lo svolgimento della visita. Essa ebbe inizio la mattina del 10 aprile con una solenne celebrazione nella basilica patriarcale lateranense. Il cardinale vicario guidò personalmente la visita alle basiliche patriarcali e alle parrocchie romane, mentre agli altri componenti della commissione spettò il compito di visitare le altre chiese, le case religiose, le istituzioni scolastiche. La visita durò tre anni ed ebbe termine nel 1907.
Per un'indagine a tappeto della situazione religiosa della diocesi, furono preparati dei questionari inviati ad ogni parrocchia, rettoria, monastero, convento, scuole e ad ogni altra istituzione religiosa e cattolica della città; le risposte dovevano pervenire in Vaticano alla Congregazione della visita apostolica. In questo modo «la visita del 1904 ha dato a papa Sarto l'occasione di intervenire, in modo decisivo, nel governo della diocesi e di dare delle direttive in conformità alle esigenze e ai problemi nuovi di una città» profondamente modificata dopo il 1870.

##### La riforma delle parrocchie

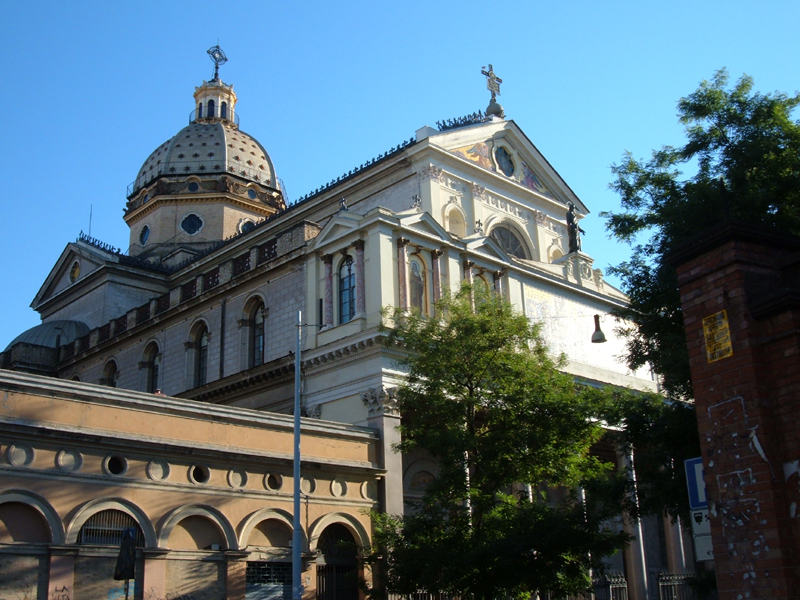
La chiesa di San Gioacchino in Prati che, assieme a Santa Maria Nova, furono le prime due parrocchie istituite da Pio X nel 1905

Già papa Leone XIII, negli ultimi anni del suo pontificato, aveva istituito una commissione per la riforma delle parrocchie romane «troppe di numero, mal ripartite e peggio assistite». La visita apostolica permise a Pio X di avere un quadro completo della situazione e di apportare le appropriate modifiche. Nel 1904 la diocesi comprendeva 58 parrocchie, di cui due, San Bartolomeo all'Isola e i Santi Marcellino e Pietro a Torpignattara, avevano qualche centinaio di abitanti, mentre altre superavano le 20.000 unità, e la parrocchia di San Giovanni in Laterano i 40.000 fedeli.
La commissione di Leone XIII aveva già predisposto un piano di riforma, distinguendo le parrocchie della città in tre settori concentrici: quelle del centro storico all'interno delle mura aureliane; quelle adiacenti alle mura, ma fuori dal centro storico e quelle esterne dell'agro romano. Pio X approvò il piano leoniano e, d'accordo con il governo italiano, per contenere le spese, decise di trasferire i titoli giuridici e le rendite delle parrocchie soppresse a quelle nuove. Secondo la testimonianza, resa al processo di beatificazione del pontefice da Francesco Faberj, segretario del vicariato ed attuatore esecutivo della riforma, il criterio seguito da Pio X «in tutto lo svolgersi di questa riforma o riordinamento delle parrocchie era quello soltanto del bene delle anime. Si studiò quindi il problema dal lato topografico e demografico, per stabilire quante parrocchie fossero necessarie e dove stabilire la chiesa parrocchiale…»
Il primo atto di riforma si ebbe il 1º giugno 1905 con la lettera apostolica Almae Urbis Nostrae, con la quale il pontefice soppresse le parrocchie di San Tommaso in Parione e di Santa Lucia del Gonfalone ed eresse le parrocchie di Santa Maria Nova e di San Gioacchino ai Prati. Decreti simili furono pubblicati lungo tutto il pontificato di Pio X e alla sua morte erano già pronte le somme necessarie o il terreno già acquistato per le altre parrocchie previste dal progetto iniziale.
Nel complesso, la riforma portò alla soppressione di 15 parrocchie nel centro storico e alla costituzione di 16 nuove parrocchie in periferia e nei quartieri che si stavano sviluppando. Per la costruzione di nuove chiese parrocchiali e per la ristrutturazione e l'adeguamento di vecchie chiese diventate parrocchie furono spesi complessivamente 12 milioni di lire.

##### La riforma della catechesi
L'opera di rinnovamento introdotta da Pio X si estese anche alla catechesi. All'inizio del suo pontificato, il papa introdusse l'abitudine di accogliere in Vaticano, nei pomeriggi delle domeniche, gruppi di fedeli delle parrocchie romane per impartire loro lezioni di catechismo sul vangelo festivo.
A Roma e nel Lazio era ancora in vigore il catechismo di Roberto Bellarmino (XVII secolo), aggiornato ai tempi di papa Leone XIII (1901), mentre nel resto dell'Italia si stavano diffondendo nuovi testi di catechismo, approvati dalle autorità ecclesiastiche. Inoltre a Roma era invalsa l'abitudine di non insegnare il catechismo in parrocchia, ma di demandare questo compito a particolari istituti religiosi della città, dove i bambini si preparavano in massa a ricevere i sacramenti dell'iniziazione cristiana; l'aumento demografico della città e la difficile dislocazione di questi istituti impediva a molti ragazzi di accedere ai sacramenti. Il 12 gennaio 1905 Pio X scrisse una lettera al cardinale vicario Respighi per imporre ai parroci l'obbligo e il dovere di preparare i bambini nella propria parrocchia.
Dopo la pubblicazione dell'enciclica Acerbo Nimis per la riforma della catechesi, il pontefice fece preparare un sussidio, pubblicato con il titolo di Compendio della dottrina cristiana prescritto da Sua Santità Papa Pio X alle diocesi della provincia di Roma. Con lettera al cardinale Respighi del 14 giugno 1905, il pontefice impose l'obbligo del nuovo testo «per l'insegnamento pubblico e privato nella Diocesi di Roma e in tutte le altre della Provincia Romana».
Le critiche e le osservazioni giunte su questo testo, e le nuove disposizioni sull'età della prima comunione, imposero ben presto un rifacimento del Compendio. Nacque così quello che in seguito fu conosciuto come Catechismo di Pio X, costituito in realtà da due testi: il Catechismo della dottrina cristiana e i Primi elementi della dottrina cristiana, pubblicati verso la fine di novembre 1912. Con lettera al cardinale vicario del 18 ottobre 1912, Pio X rese obbligatori per la diocesi di Roma e le sue suffraganee questi due catechismi «senza mutazione di parola», con il divieto «che d'ora innanzi nell'insegnamento catechistico si segua altro testo».

##### La riforma della disciplina ecclesiastica e del seminario romano

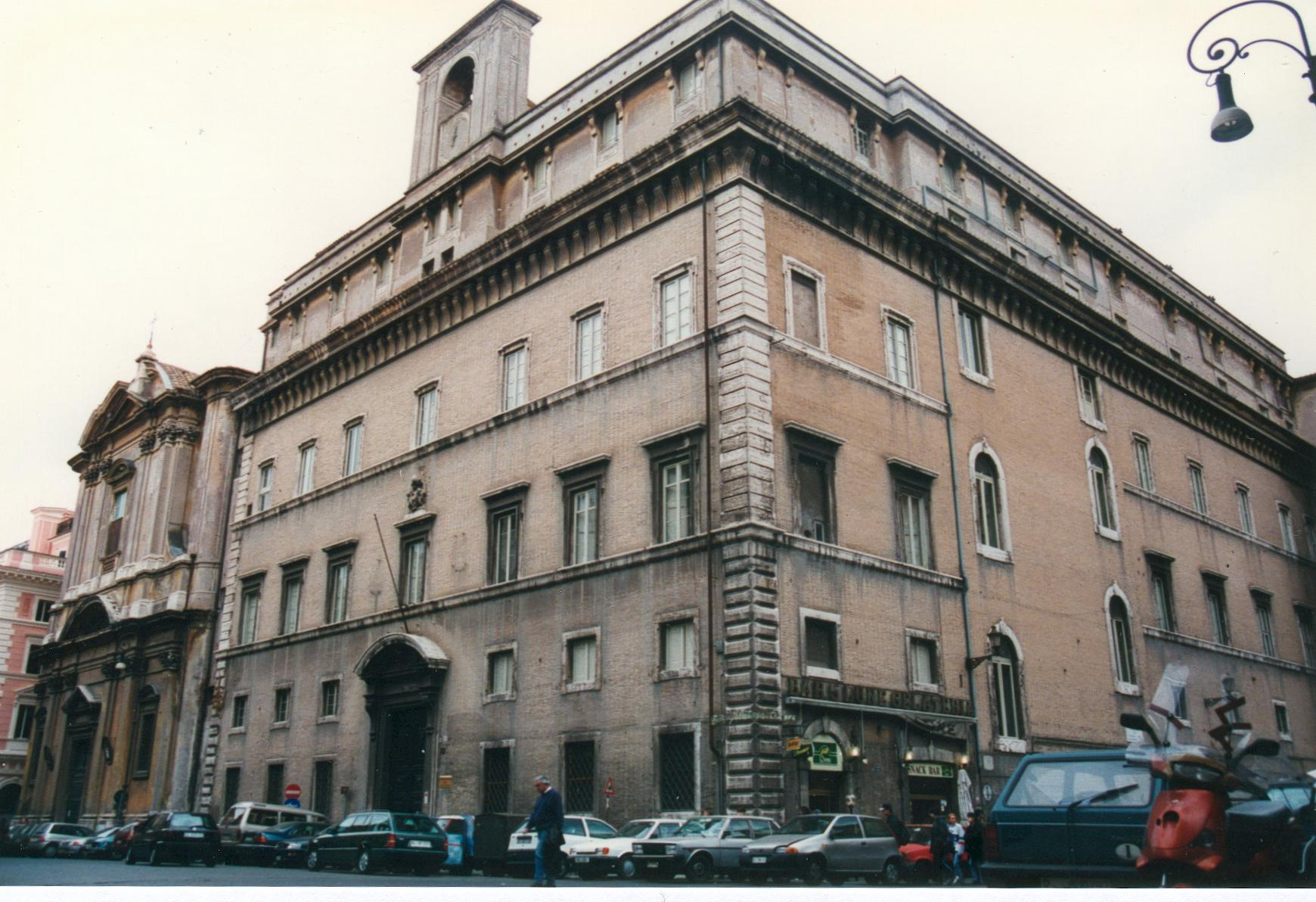
Il palazzo dell'Apollinare, sede del Seminario Romano dal 1824 al 1848 e dal 1850 al 1913

Tra i motivi che indussero Pio X a indire la visita apostolica nel 1904 c'era anche la riforma del clero romano. L'anno successivo il pontefice prese precise disposizioni per regolamentare la presenza e la residenza a Roma di seminaristi, chierici e clero extradiocesano, presenti numerosi nella città. In una lettera al cardinale vicario Respighi del 6 agosto 1905 stabilì che nessun prete o chierico poteva stabilirsi in diocesi senza una formale e motivata richiesta, senza il permesso del suo vescovo d'origine e senza il nulla osta rilasciato dal Vicariato; a chi non ottemperava a queste disposizioni era vietato l'esercizio del ministero pastorale.
Nell'ottobre del 1903 il cardinale Respighi istituì una speciale commissione per la direzione del ministero sacerdotale a Roma, con lo scopo di conoscere il clero e di vigilarne lo spirito e l'attività. Con la riforma delle parrocchie, Pio X era intenzionato non solo a rivedere territorialmente la loro giurisdizione, ma anche e soprattutto cercare e formare personale adatto e preparato per l'attività parrocchiale, lavoro poco bramato dai giovani preti, che ambivano piuttosto a posti nella Curia romana o negli uffici del Vicariato. Nel dicembre 1904, il papa impose l'obbligo per il clero secolare romano degli esercizi spirituali da compiersi ogni tre anni; a chi non adempiva a questo obbligo, non veniva rinnovato il permesso di celebrare la messa o di ascoltare le confessioni. Furono emanate anche nuove disposizioni per la predicazione nel territorio della diocesi, previo un apposito esame e la necessaria autorizzazione del cardinale vicario. Nel 1908 fu vietato al clero romano di frequentare i teatri o assistere a spettacoli cinematografici; la pena ai contravventori giungeva fino alla sospensione a divinis.
L'impegno maggiore fu profuso da Pio X per la riforma degli studi ecclesiastici e dei seminari romani, nel contesto della generale riforma dei seminari italiani introdotta dal pontefice con le disposizioni del 1907, 1908 e 1912. A Roma esistevano sette seminari per la formazione del clero locale, tra cui il Seminario Pio, il Seminario Vaticano, il Collegio Capranica e il Seminario romano, il più importante seminario della diocesi, che all'epoca aveva sede nel palazzo dell'Apollinare, adiacente alla basilica omonima. Pio X decise la costruzione di una nuova sede per il Seminario Romano, presso la basilica lateranense, inaugurata nel mese di novembre 1913. Contestualmente il pontefice istituì una commissione di cardinali per studiare un progetto di riforma dei seminari di Roma e la fattibilità della loro unificazione. Frutto dei lavori della commissione è la costituzione apostolica In praecipuis pubblicata il 29 giugno 1913. La costituzione decise la divisione del Seminario Romano in seminario minore e seminario maggiore e la soppressione dei vari seminari ad eccezione del Leonino, del Vaticano e del Capranica. Successivi documenti pontifici regolarono la vita interna del seminario maggiore, il programma di studi, con particolare vigilanza sulla formazione dei professori e sui testi utilizzati, nel contesto della lotta che la Santa Sede stava sostenendo in quel frangente storico contro il modernismo teologico.

##### La riforma del Vicariato

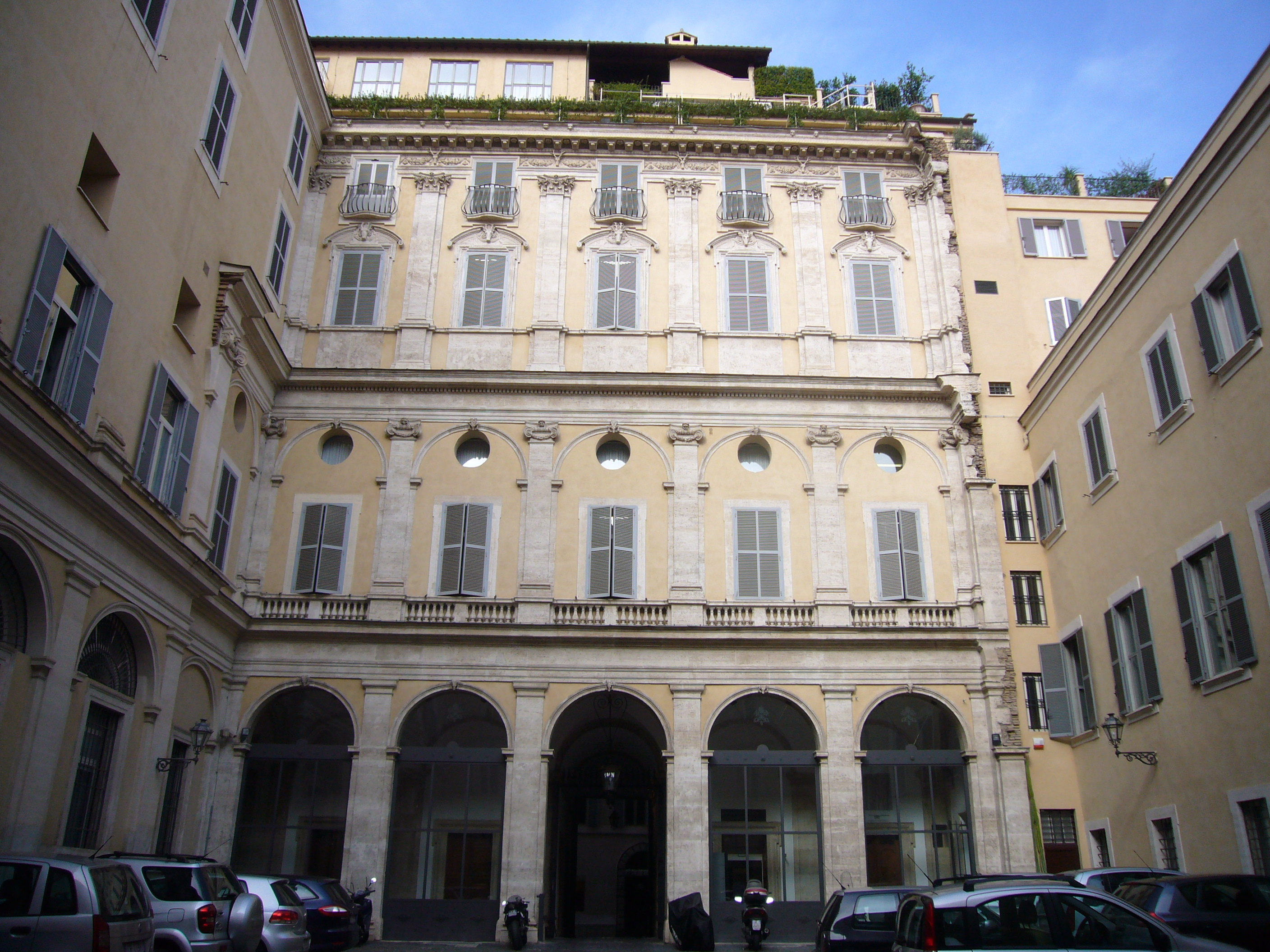
Il cortile del palazzo Maffei Marescotti in via della Pigna, acquistato dal Vaticano come nuova sede del vicariato e della curia diocesana

«L'organizzazione della curia diocesana di Roma si presentava, agli inizi del Novecento, in uno stato di inadeguatezza alle necessità dei tempi. L'autorità e la giurisdizione del cardinale Vicario erano limitate della molteplicità delle esenzioni e dei privilegi». Fin dagli inizi del suo pontificato nel 1905, Pio X, nell'intento di costituire una vera curia diocesana come qualsiasi altra diocesi, incaricò il segretario del Vicariato Francesco Faberj di preparare un progetto di riforma, basato sull'eliminazione della giurisdizione di altri cardinali e dei vari enti religiosi o laici e sulla nascita di un vero e proprio governo diocesano; il progetto tuttavia fu abbandonato ben presto, come pure il tentativo di dare una nuova sede agli uffici del Vicariato, in sostituzione delle anguste camere in piazza Sant'Agostino.
Il progetto di riforma fu ripreso negli anni 1908-1912 affidato al cardinale Gaetano De Lai e portò alla pubblicazione della costituzione apostolica Etsi nos del 1º gennaio 1912, con la quale il pontefice riformò, per la prima volta in modo sistematico, il Vicariato di Roma. Esso veniva suddiviso in quattro uffici, a capo dei quali era posto il cardinale vicario coadiuvato da quattro prelati, ognuno preposto ad uno dei nuovi uffici: 1º culto divino e visita apostolica; 2º disciplina del clero e del popolo cristiano; 3º affari giudiziari; 4º amministrazione economica. Il regolamento, che sopprimeva l'ufficio dell'arcivescovo vicegerente, prevedeva la nomina di un sacerdote, incaricato in modo speciale della cura pastorale dell'agro romano; stabiliva la costituzione di un gruppo di parroci incaricati di vigilare sulla catechesi e di promuoverla; venivano abolite le giurisdizioni particolari di cardinali ed enti ecclesiastici.
Il Vicariato ebbe anche una nuova e più consona sede nel palazzo Maffei Marescotti in via della Pigna, acquistato dal Vaticano per 80.000 lire.

#### La diocesi in epoca post-conciliare

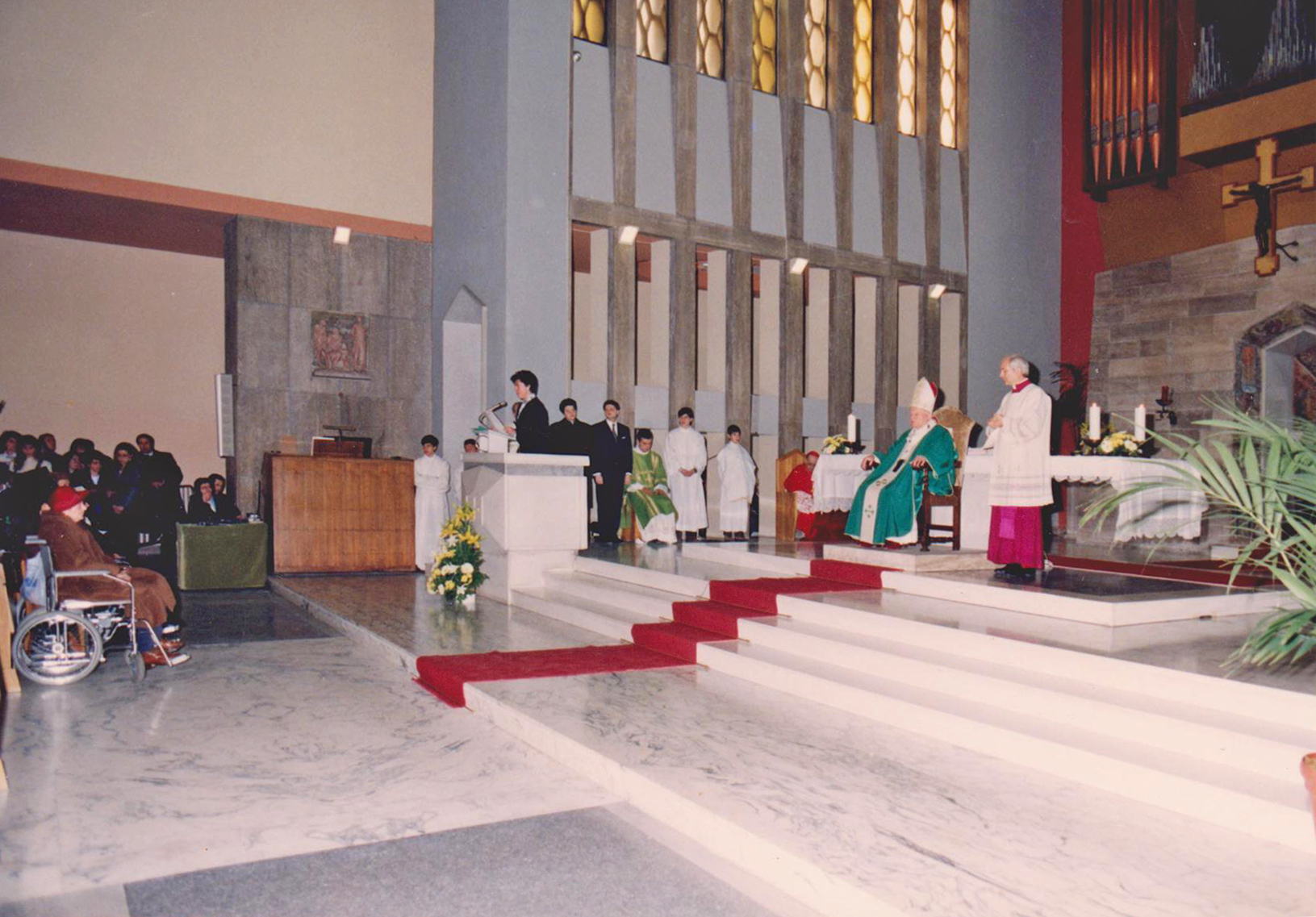
Papa Giovanni Paolo II in visita alla parrocchia di San Pio X nel 1993

Il 25 gennaio 1959 papa Giovanni XXIII, in un'allocuzione ai cardinali, annunciò la convocazione di un concilio ecumenico, il Concilio Vaticano II, ed insieme la convocazione di un sinodo per la diocesi di Roma. Era la prima volta che un sinodo veniva celebrato nella diocesi del papa. Preparato nei mesi successivi all'annuncio, fu celebrato da domenica 25 gennaio 1960 al sabato successivo, 31 gennaio. «Il sinodo di Roma di papa Roncalli promulgò il codice diocesano in concordanza e adeguamento alle situazioni particolari di ogni diocesi, traducendo a livello locale norme più generali. La partecipazione al sinodo era prevista attiva nella fase preparatoria mentre la celebrazione doveva consistere nell'ascolto da parte del clero convocato della lettura delle costituzioni, che cadevano sotto la sola autorità del vescovo "unicus legislator".»
Nel luglio del 1961 vennero nominati, per la prima volta, due vescovi ausiliari. Nel febbraio del 1966, al momento della divisione della diocesi in settori, ne vennero aggiunti altri due.
Dal 1962 la sede suburbicaria di Ostia è amministrata dal vicario generale per la diocesi di Roma.
Papa Paolo VI è stato il primo vescovo ad effettuare visite non occasionali alle parrocchie di Roma. Nel 1966, in ottemperanza ad alcune decisioni del primo sinodo romano, con il motu proprio Romanae Urbis, ha provveduto ad organizzare territorialmente la diocesi in cinque settori, ognuno affidato ad un vescovo ausiliare. Nel 1967 gli uffici del vicariato di Roma furono trasferiti nel Palazzo del Laterano. Nel 1977, con la costituzione apostolica Vicariae potestatis in Urbe procedette alla riforma del vicariato, in applicazione delle decisioni del Concilio Vaticano II.
Nel 1978, per la prima volta dopo oltre quattro secoli, Roma ha avuto un vescovo straniero, il polacco Giovanni Paolo II, che fin dall'inizio del suo ministero si presentò come "vescovo di Roma". Nel suo lungo episcopato si impegnò in modo sistematico alla visita delle parrocchie romane, visitandone 301 su un totale di 333. Rinnovò ulteriormente il vicariato di Roma con la costituzione apostolica Ecclesia in Urbe, e celebrò un secondo sinodo diocesano tra ottobre 1992 e maggio 1993.
Tra il 1946 e il 1965 furono ridefiniti i confini tra la diocesi di Roma e le diocesi suburbicarie di Ostia e di Porto-Santa Rufina. Il 7 marzo 2005 la diocesi ha incorporato il territorio dell'abbazia territoriale di San Paolo fuori le mura, che ha perso il privilegio della territorialità. Un'ulteriore modifica del confine con la diocesi di Ostia si è verificata nel 2012.
Il 28 febbraio 2013, per la prima volta dopo diversi secoli, un papa, Benedetto XVI, ha dato le dimissioni da vescovo di Roma.
Il 6 gennaio 2023 papa Francesco ha rinnovato il vicariato di Roma con la costituzione apostolica In ecclesiarum communione, mentre il 1º ottobre 2024 ha ridotto a quattro il numero dei settori della diocesi.

## Statistiche
La diocesi nel 2023 su una popolazione di 3.163.100 persone contava 2.592.300 battezzati, corrispondenti all'82,0% del totale.
| anno | popolazione | popolazione | popolazione | presbiteri | presbiteri | presbiteri | presbiteri                | diaconi | religiosi | religiosi | parrocchie |
| anno | battezzati  | totale      | %           | numero     | secolari   | regolari   | battezzati per presbitero | diaconi | uomini    | donne     | parrocchie |
| ---- | ----------- | ----------- | ----------- | ---------- | ---------- | ---------- | ------------------------- | ------- | --------- | --------- | ---------- |
| 1970 | ?           | 2.650.002   | ?           | 4.729      | 1.369      | 3.360      | ?                         |         | 3.360     | 15.800    | 245        |
| 1980 | 2.694.871   | 2.766.000   | 97,4        | 5.136      | 1.636      | 3.500      | 524                       |         | 5.230     | 16.800    | 293        |
| 1990 | 2.614.000   | 2.690.000   | 97,2        | 5.135      | 1.635      | 3.500      | 509                       | 29      | 5.189     | 20.000    | 320        |
| 1999 | 2.591.000   | 2.669.961   | 97,0        | 7.781      | 3.451      | 4.330      | 332                       | 64      | 5.878     | 21.500    | 329        |
| 2000 | 2.588.000   | 2.667.451   | 97,0        | 5.891      | 1.561      | 4.330      | 439                       | 61      | 5.878     | 25.000    | 331        |
| 2001 | 2.587.720   | 2.667.166   | 97,0        | 5.867      | 1.537      | 4.330      | 441                       | 61      | 5.932     | 21.500    | 335        |
| 2002 | 2.454.000   | 2.530.023   | 97,0        | 5.331      | 1.681      | 3.650      | 460                       | 78      | 4.478     | 22.000    | 334        |
| 2003 | 2.454.000   | 2.787.206   | 88,0        | 5.410      | 1.760      | 3.650      | 453                       | 84      | 5.605     | 22.000    | 333        |
| 2004 | 2.454.000   | 2.787.206   | 88,0        | 5.390      | 1.740      | 3.650      | 455                       | 88      | 5.630     | 21.900    | 333        |
| 2010 | 2.473.000   | 2.816.706   | 87,8        | 4.922      | 1.631      | 3.291      | 502                       | 116     | 4.875     | 22.500    | 336        |
| 2011 | 2.348.905   | 2.864.519   | 82,0        | 4.894      | 1.589      | 3.305      | 479                       | 114     | 4.925     | 22.705    | 336        |
| 2013 | 2.365.923   | 2.885.272   | 82,0        | 4.834      | 1.574      | 3.260      | 489                       | 122     | 4.952     | 22.775    | 334        |
| 2014 | 2.365.923   | 2.885.272   | 82,0        | 4.834      | 1.574      | 3.260      | 489                       | 122     | 4.952     | 22.775    | 334        |
| 2016 | 2.351.057   | 2.867.143   | 82,0        | 4.660      | 1.542      | 3.118      | 504                       | 125     | 4.820     | 22.740    | 334        |
| 2017 | 2.355.984   | 2.873.152   | 82,0        | 3.702      | 1.524      | 2.178      | 636                       | 133     | 3.870     | 22.770    | 334        |
| 2019 | 2.607.995   | 3.180.482   | 82,0        | 3.693      | 1.508      | 2.185      | 706                       | 131     | 3.879     | 22.710    | 334        |
| 2020 | 2.603.000   | 3.174.440   | 82,0        | 3.769      | 1.574      | 2.195      | 691                       | 137     | 3.938     | 22.720    | 335        |
| 2022 | 2.602.740   | 3.175.800   | 82,0        | 3.173      | 1.353      | 1.820      | 820                       | 135     | 3.562     | 22.710    | 332        |
| 2023 | 2.592.300   | 3.163.100   | 82,0        | 2.680      | 860        | 1.820      | 967                       | 149     | 3.567     | 22.730    | 331        |